# Гражданская война в России
Гражда́нская война́ в Росси́и (ноябрь 1917/17 мая 1918 — 25 октября 1922/19 июня 1923 года) — ряд крупных вооружённых конфликтов между различными политическими, этническими, социальными группами и государственными образованиями на территории бывшей Российской империи, последовавших после Октябрьской революции 1917 года и восстания Чехословацкого корпуса в мае 1918 года.
Гражданская война явилась следствием революционного кризиса, развернувшегося в России в начале XX века, начавшегося с революции 1905—1907 годов, усугубившегося в ходе Первой мировой войны и приведшего к падению монархии, хозяйственной разрухе, глубокому социальному, национальному, политическому и идейному расколу российского общества. Апогеем этого раскола стала ожесточённая война в масштабах всей страны между вооружёнными силами советской власти, Белого движения и национальных движений за независимость при участии Центральных держав и Антанты.
Гражданская война закончилась установлением советской власти на большей части территории бывшей Российской империи, признанием Советским правительством независимости Финляндии, Польши, Эстонии, Латвии, Литвы, а также созданием на подконтрольной советской власти территории четырёх союзных республик — РСФСР, УССР, БССР и ЗСФСР, которые 30 декабря 1922 года подписали договор об образовании Союза ССР. Безвозвратные потери советских войск (убито, умерло от ран, пропало без вести, не вернулось из плена и др.) составили около 940 тыс. человек, санитарные — около 6,8 млн человек. Их противники убитыми потеряли свыше 225 тыс. человек (нет полных данных по другим видам потерь). В целом, по разным оценкам, погибло от 10 до 17 млн человек, при этом доля военных потерь не превышала 20 %. Около 2 млн человек покинули страну.

## Введение
Основная борьба за власть в период Гражданской войны велась между вооружёнными формированиями большевиков и их сторонников (Красная гвардия и Красная армия) с одной стороны и вооружёнными формированиями Белого движения (Белая армия) — с другой, что получило отражение в устойчивом именовании главных сторон конфликта «красными» и «белыми». Обе стороны на период до полной своей победы и умиротворения страны предполагали осуществлять политическую власть путём диктатуры.
Гражданская война разворачивалась в условиях иностранной военной интервенции и сопровождалась боевыми действиями на территории бывшей Российской империи как войск стран Четверного союза, так и войск стран Антанты. Мотивами активного вмешательства ведущих западных держав были борьба с Германией, реализация собственных экономических и политических интересов в России и содействие белым с целью ликвидации большевистской власти. Хотя возможности интервентов ограничивались социально-экономическим кризисом и политической борьбой в самих странах Запада, интервенция и материальная помощь белым армиям существенно повлияли на ход войны.
Составной частью Гражданской войны была вооружённая борьба национальных окраин бывшей Российской империи за свою независимость и повстанческое движение широких слоёв населения против войск основных противоборствующих сторон — «красных» и «белых». Попытки провозглашения независимости и создание новых национальных государств вызывали отпор как со стороны «белых», сражавшихся за «единую и неделимую Россию», так и со стороны «красных», видевших в росте национализма угрозу завоеваниям революции. Фактически большевики не останавливались перед признанием независимости новых государств, пытаясь затем добиться прихода там к власти своих сторонников.
Большевики, опиравшиеся в первую очередь на организованный промышленный пролетариат, стремились прежде всего удержать власть, на захват которой в ходе Октябрьской революции, по заявлению лидера большевиков В. И. Ленина, они шли «исключительно в расчёте на» мировую пролетарскую революцию, ожидая «победу социализма во всех странах», главной ареной чего считали Европу, для дальнейшего построения бесклассового коммунистического общества. Большевики в теории опирались на демократические идеалы, такие как демократический мир в противовес мировой войне, производственная демократия и перераспределение земли, самоорганизация трудящихся во власть Советов; низовую демократию предполагалось сочетать с экономическим централизмом. На практике демократические принципы власти Советов реализовывались до весны 1918 года, когда в условиях социально-экономического кризиса, противоречий между централизацией и системой Советов и далее полномасштабной гражданской войны большевики стали подчинять органы самоорганизации централизованной партийно-государственной иерархии и жёсткой дисциплине военного коммунизма, сохраняя плюрализм внутри партии; в 1921 году Ленин заявил, что в сложившейся обстановке не обещает «никакой свободы и никакой демократии», подразумевая такие условия как временные.
Для многих участников Белого движения — офицерства, казачества, интеллигенции, помещиков, буржуазии, бюрократии и духовенства — вооружённое сопротивление большевикам имело целью возвращение утраченной власти и социально-экономических прав и привилегий. Для этого белые на подконтрольных им территориях пытались воссоздать армию и аппарат гражданского управления, восстановить права собственности и свободу торговли, мобилизовать людские и хозяйственные ресурсы с целью создать массовую и хорошо оснащённую армию, обеспечить ей поддержку со стороны большинства населения, свергнуть большевиков и восстановить порядок, в основных чертах соответствующий дореволюционному. Офицеры и деревенская буржуазия создали первые кадры белых войск. По утверждению ряда историков, Белое движение «оставалось почти исключительно движением офицеров, лишённых какой-либо социальной базы», и ему не удалось создать работоспособной государственной администрации и единого государственного аппарата. Конечной целью белых провозглашался созыв «Национального учредительного собрания», мыслимого как подобие Земского собора, определившего бы политическое устройство России после установления власти белых на почти всей территории бывшей Российской империи и проведения «успокоения» и создания «предпосылок» для демократии, хотя, например, лидер белых А. В. Колчак к самой идее демократии относился враждебно. Идеологию Белого движения составляли русский национализм в противовес интернационализму большевиков и принцип «Россия единая, великая и неделимая», из-за чего по мере развития оно всё больше подавляло нерусские национальные движения и не признавало право народов на самоопределение, и ему в достаточно сильной мере был свойственен антисемитизм.
Альтернативой большевикам и белым была «демократическая контрреволюция», в литературе также называемая «третьим путём», — прежде всего эсеры и меньшевики, не нашедшие мощной социальной опоры, выступавшие за Учредительное собрание в изначальном виде. В условиях разделения на большевиков и белых «демократическая контрреволюция» прибегала к сотрудничеству с обоими лагерями и также пыталась выступать как «третья сила»; идея «третьего пути» была представлена такими правительствами, как Комуч и Уфимская директория. Антисоветские социалисты выступали за соединение рыночной экономики с социальной защитой и парламентскую демократию, а также за продолжение участия России в мировой войне, однако не достигли компромисса с более правыми партиями (кадеты) и не нашли поддержку буржуазии. До ноября 1918 года антисоветские силы на востоке (но не на юге) России представляли собой главным образом парламентско-демократическую альтернативу большевикам; антисоветские социалисты потеряли влияние, в то время как вокруг фигуры Колчака на авторитарно-правой основе консолидировалось Белое движение.
Также в оппозиции к красным и белым были повстанческие крестьянские движения, или «зелёные», в которых участвовали сотни тысяч крестьян. Эти движения добивались прежде всего реализации своих экономических требований и не претендовали на захват власти в центре, ограничиваясь своими регионами.

Характерной особенностью Гражданской войны была готовность всех её участников (в том числе и сторонников парламентской демократии) широко использовать насилие для достижения своих политических целей (см. «Красный террор» и «Белый террор»). Историки объясняют эту ситуацию тем, что
дошедшая до стадии гражданской войны социальная и классовая конфронтация делит общество на „своих“ и „чужих“, на „мы“ и „они“. Врагов и противников вообще выводят в такие моменты из сферы морали, воспринимают как „нелюдей“, на которых не распространяют общечеловеческие нормы. Именно это и создаёт возможность превратить аморальный террор в террор морально оправданный…

## Причины и хронологические рамки

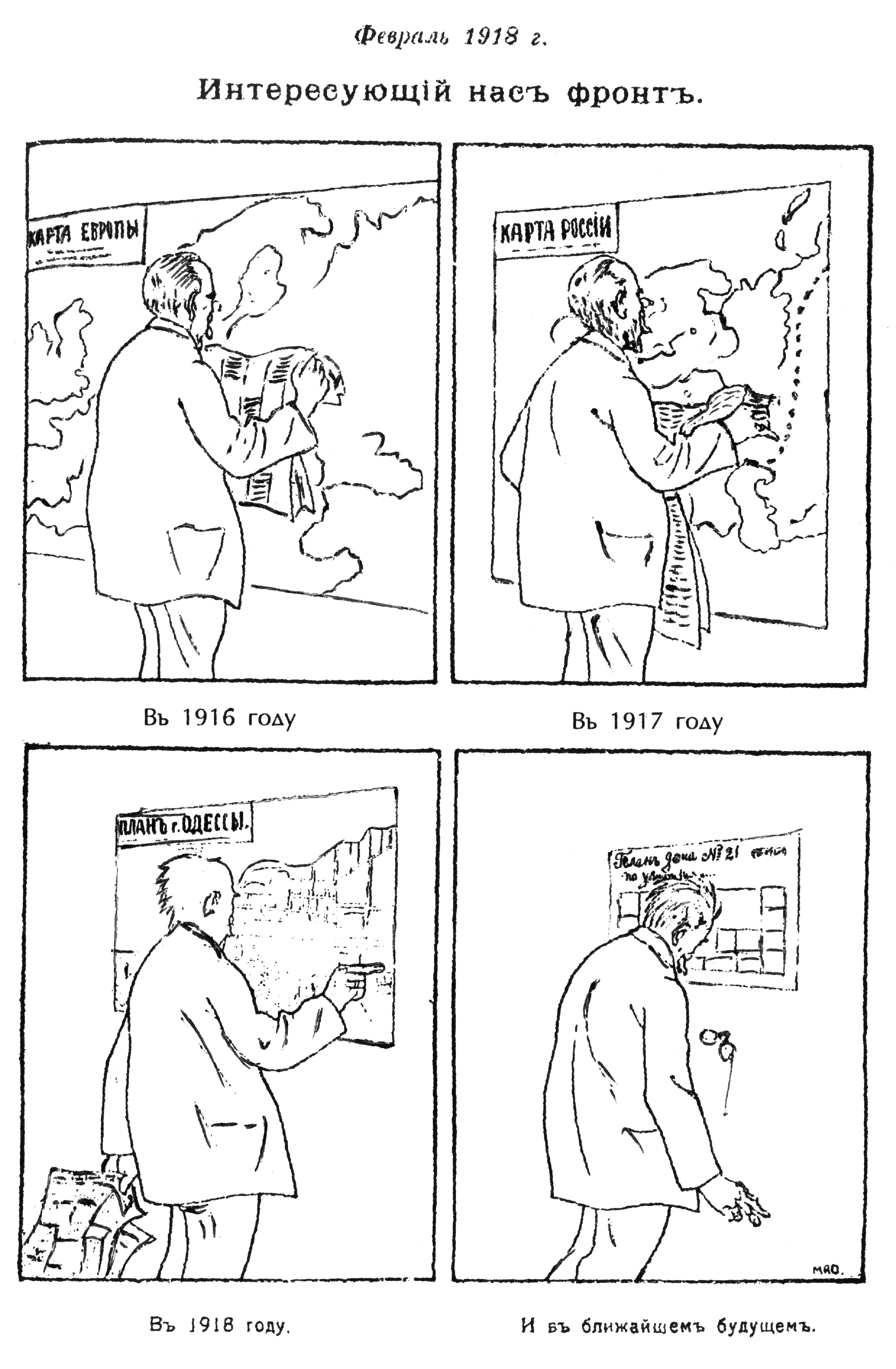
«Интересующий нас фронт». Карикатура из одесского журнала, февраль 1918

В современной исторической науке многие вопросы, связанные с историей Гражданской войны в России, в том числе важнейшие вопросы о её причинах и хронологических рамках, до сих пор остаются дискуссионными. Из наиболее важных причин Гражданской войны в современной историографии принято выделять сохранявшиеся в России и после Февральской революции социальные, политические и национально-этнические противоречия. Прежде всего, к октябрю 1917 года оставались нерешёнными такие насущные вопросы, как вопрос окончания войны и аграрный вопрос.
Ленин оценивал начало революции 1917 года «как разрыв гражданского мира» и ставил знак равенства между революцией и гражданской войной, и в этом смысле Гражданская война началась с Февральской революции. Гражданскую войну Ленин описывал как «наиболее острую форму» классовой борьбы буржуазии и пролетариата и до прихода к власти писал, что «фактически» она будто бы началась с Корниловского выступления, «русской Вандеи», после подавления которого он постулировал «невозможность мирного развития революции». Положение о превращении войны между государствами в войну между классами было одним из главных для большевиков и до прихода к власти:56: так, в 1907 году Ленин призывал «поднять массы и тем самым ускорить падение власти капиталистов»:31, а в 1914 году призвал к превращению «войны империалистической» в гражданскую. Приводя оценки и утверждения большевиков, Ричард Пайпс утверждал, что они пришли к власти с целью развязать гражданскую войну: например, Л. Д. Троцкий утверждал, что «Советская власть — это организованная гражданская война против помещиков, буржуазии и кулаков»:57. Большевики были готовы культурно и психологически начать гражданскую войну, ожидая, что с неё и с окончания «войны империалистической» и публикации «тайных договоров» начнётся мировая революция, а «активного сопротивления» со стороны «меньшинства» «не будет», причём до 1918 года антибольшевистские силы действительно не находили массовой поддержки. С другой стороны, по замечанию Б. И. Колоницкого, «одни готовы были пойти на гражданскую войну ради прекращения „мировой бойни“, а другие полагали, что хорошая гражданская война позволит разорвать „похабный мир“»: «похабный» Брестский мир оскорблял национальное сознание людей, ощущавших себя гражданами великой державы, и хотя обывателю «за державу было обидно, но не настолько, чтобы за нее умирать», готовое рисковать жизнью меньшинство, лидеры Белого движения, начали создавать формирования для борьбы с большевиками и немцами.
По мнению ряда историков, война была следствием нерешённости острейших социально-экономических проблем России: «глубоким социально-классовым, национально-религиозным, идейно-политическим и морально-нравственным расколом общества и доведением этого раскола до крайней степени», усугублённого стремлением большевиков удержаться у власти насильственными методами и установить диктатуру партии и подавлением ими недовольных слоёв, кроме того, широким использованием насильственных мер со стороны «белых» для возвращения утраченной власти и политикой «военного коммунизма», альтернативой которой было возвращение земли помещикам со стороны «белых».
Большинство современных российских историков считают первым актом Гражданской войны бои в Петрограде во время осуществлённого большевиками Октябрьского вооружённого восстания, а окончанием — разгром «красными» последних крупных антибольшевистских вооружённых формирований при взятии Владивостока в октябре 1922. При таком варианте датировки (1917—1922/1923) можно разделить ход Гражданской войны на три этапа, существенно отличавшихся между собой интенсивностью боевых действий, составом участников и внешнеполитическими условиями:
- Первый этап — с октября 1917 года[a] по ноябрь 1918 года (эпоха Первой мировой войны, 7 ноября 1917 г. — 11 ноября 1918[35], «первоначальный этап»[36]), когда происходило формирование и становление вооружённых сил противоборствующих сторон, а также образование основных фронтов борьбы между ними. Приход большевиков к власти вызвал к жизни Белое движение, которое было призвано уничтожить «новый режим» и «оздоровить немощный, отравленный организм страны»[37][38][39]. Гражданская война в этот период разворачивалась одновременно с продолжающейся мировой войной, что влекло за собой активное участие войск Четверного союза и Антанты во внутренней политической и вооружённой борьбе в России. Боевые действия характеризовались постепенным переходом от локальных стычек, в результате которых ни одна из противоборствующих сторон не приобрела решающего преимущества, к широкомасштабным действиям[40][41].
  - Период до ноября можно условно разделить на «две» «гражданские войны»: первый период, проходивший с Октябрьской революции по начало 1918 года, стал известен как «триумфальное шествие советской власти», когда антисоветские и белые силы не получили массовой поддержки, а столкновения были низведены до локальных партизанских действий; после перерыва полномасштабная гражданская война развернулась в мае 1918 года[16]. Исследователи, ограничивающие период Гражданской войны наиболее активными действиями, отсчитывают период Гражданской войны с мая 1918 года[3].
- Второй этап — с ноября 1918 года по конец марта — начало апреля 1920 года, когда произошли главные сражения между РККА и Белыми армиями и наступил коренной перелом в Гражданской войне. В этот период отмечается резкое сокращение боевых действий со стороны иностранных интервентов в связи с окончанием мировой войны и выводом основного контингента иностранных войск с территории России. Широкомасштабные боевые действия развернулись по всей территории России, принеся вначале успех «белым», а затем «красным», разбившим войска противника и взявшим под свой контроль основную территорию страны[42].
- Третий этап — с марта 1920 года по октябрь 1922 года[b], когда основная борьба происходила на окраинах страны и уже не представляла непосредственной угрозы власти большевиков[43].

Вместе с тем в советской историографии, начиная с эпохи И. В. Сталина, господствовала более узкая датировка Гражданской войны — по периоду наиболее активных боевых действий, происходивших с мая 1918 года по ноябрь 1920 года. Причём понятие «Гражданская война» было вплетено в комплекс «Гражданская война и военная интервенция 1918—1920 годов», и собственно её началом считалось Восстание Чехословацкого корпуса, находившегося под командованием Антанты. В такой трактовке инициаторами гражданской войны оказывались не большевики, а внешние силы, которые начали эскалацию конфликта, оказывали очень серьёзную поддержку Белому движению и способствовали формированию крупных антибольшевистских сил. При этом также делался акцент на относительную лёгкость установления советской власти к весне 1918 года практически на всей территории бывшей Российской империи. Периодизация войны также происходила по критерию участия в ней Антанты: до марта 1919 года непосредственно войсками, затем до апреля 1920 года посредством оснащения русской белой армии, затем — польской.
Наиболее широкие хронологические рамки были использованы в «Истории гражданской войны в СССР, 1917—1922», где под «первым днём гражданской войны» понималось 26 февраля, когда произошёл первый разгон народных масс с использованием стрелкового оружия.
Также датировка по периоду наиболее активных боевых действий начиная с восстания Чехословацкого корпуса распространена в зарубежной историографии.
В России на законодательном уровне период Гражданской войны определяется с 23 февраля 1918 года по октябрь 1922 года, при этом начальная граница связана с формальным образованием официальных вооружённых сил (Красной армии) Советской России.
Последние очаги сопротивления на Дальнем Востоке были подавлены 19 июня 1923 года. Борьба с басмачеством, как часть Среднеазиатского театра военных действий Гражданской войны в России, продолжалась до 1926 года. После подавления движения басмачей, 4 июня 1926 года Туркестанский фронт, последний «фронт» Красной армии во время Гражданской войны, был преобразован в Среднеазиатский военный округ. К осени 1926 года басмачество было в основном разбито по всей Средней Азии. Эта датировка также является распространенной в зарубежной историографии.
В период после Октябрьской революции до начала активных боевых действий Гражданской войны (май 1918 года) руководство советского государства предприняло ряд политических шагов, которые относят к причинам Гражданской войны те исследователи, которые придерживаются варианта более узкой её датировки:
- национализация средств производства, банков и крупной промышленности и решение аграрного вопроса в соответствии с программой партии эсеров вопреки интересам помещиков, что вызвало сопротивление ранее господствовавших классов, которые лишились собственности;
- разгон Учредительного собрания;
- выход из войны путём подписания разорительного и унизительного Брестского мира с Германией;
- деятельность большевистских продотрядов и комбедов в деревне, которая привела к разрыву советской власти с левыми эсерами.

## Предыстория войны

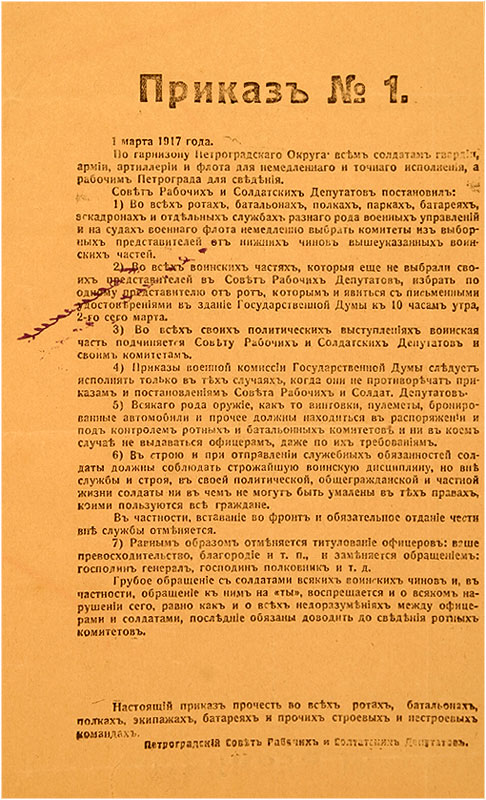
Приказ № 1 Петроградского совета о создании солдатских комитетов. 1 марта 1917 г.

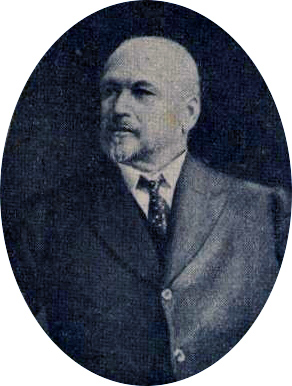
Михаил Владимирович Родзянко — председатель IV Государственной думы и Временного Комитета IV Государственной Думы

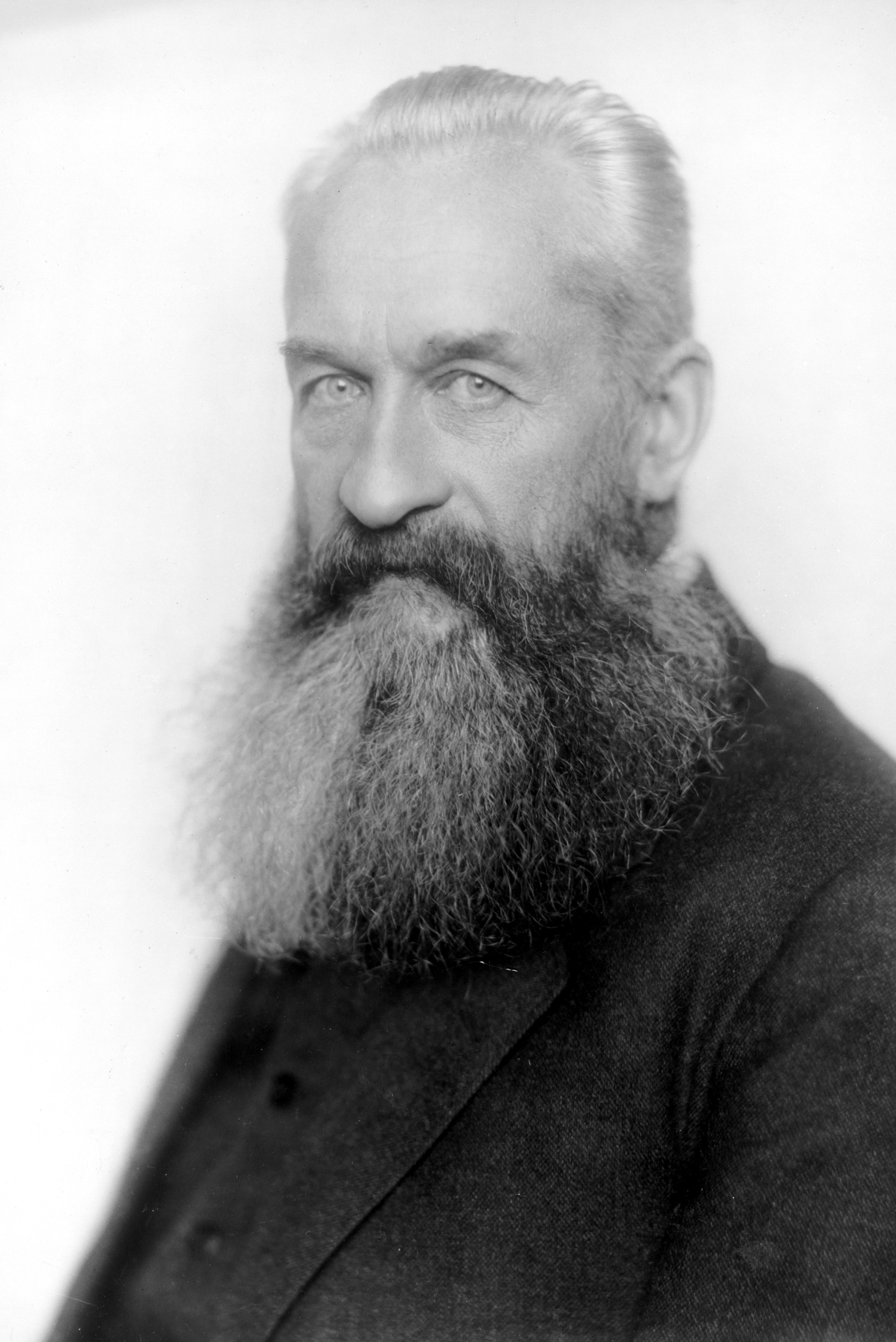
Первый глава Временного правительства
Георгий Евгеньевич Львов

Второй глава Временного правительства
Александр Фёдорович Керенский

27 февраля 1917 года одновременно были образованы Временный комитет Государственной думы и Петроградский совет рабочих и солдатских депутатов, что привело к возникновению «двоевластия».
1 марта Петросоветом был издан Приказ № 1, начавший процесс демократизации армии.
2 марта император Николай II отрёкся от престола. Исполком Петроградского совета заключил с Временным комитетом Государственной думы соглашение об образовании Временного правительства, одной из задач которого было управление страной вплоть до созыва Учредительного собрания.
3 марта брат Николая II Михаил Александрович отказался занять престол, выпустив акт об отказе от восприятия верховной власти, в котором он предоставил право решать дальнейшую судьбу России Учредительному собранию.
На смену распущенному 10 марта Департаменту полиции с 17 апреля началось формирование рабочей милиции (Красной гвардии) при местных советах.
После направления 18 апреля Временным правительством правительствам Антанты ноты о верности России своим союзническим обязательствам и намерении продолжать войну до победного конца состав Временного правительства постепенно становился всё более социалистическим.
С мая 1917 года на Юго-Западном фронте командующим 8-й ударной армией генералом Лавром Георгиевичем Корниловым начинается формирование добровольческих частей («корниловцы», «ударники»).
После неудачного наступления на Юго-Западном фронте кадеты вышли из состава правительства в знак протеста против уступок правительства по вопросу предоставления автономии Украине.
После подавления вооружённого восстания в Петрограде 4 июля 1917 года, которое, по одной из версий, большевики уже планировали использовать для захвата власти, министром-председателем впервые стал представитель левых Александр Фёдорович Керенский, который запретил партию большевиков и пошёл на уступки правым, восстановив смертную казнь на фронте. Новый главнокомандующий генерал от инфантерии Лавр Георгиевич Корнилов требовал также и восстановления смертной казни в тылу.
27 августа Керенский распустил кабинет и самочинно присвоил себе «диктаторские полномочия», единолично отстранил генерала Корнилова от должности и назначил себя Верховным главнокомандующим.
Во время Корниловского выступления Керенский был вынужден прекратить преследование большевиков и обратиться за помощью к Советам. Корнилов воздержался от использования в конфликте наиболее верных себе, ударных частей.
На протяжении двух месяцев с подавления Корниловского выступления и заключения его основных участников в Быховскую тюрьму численность и влияние большевиков неуклонно росли. Советы крупных промышленных центров страны, советы Балтийского флота, а также Северного и Западного фронтов перешли под контроль большевиков.

## Октябрь 1917 года — май 1918 года

### Октябрьская революция
Оценивая положение в Петрограде 24 октября (6 ноября) 1917 года как «состояние восстания», глава Временного правительства Керенский выехал из Петрограда в Псков, где находился штаб Северного фронта, для встречи войск, вызванных с фронта для поддержки его правительства. 25 октября (7 ноября) верховный главнокомандующий Керенский и начальник штаба Русской армии генерал Духонин отдали приказ командующим войсками фронтов и внутренних военных округов и атаманам казачьих войск выделить надёжные части для похода на Петроград и Москву и подавить военной силой выступление большевиков.
Вечером 25 октября в Петрограде открылся II съезд Советов, который впоследствии был провозглашён высшим законодательным органом. При этом члены фракций меньшевиков и эсеров, отказавшиеся принять большевистский захват власти, покинули съезд, и образовали «Комитет спасения Родины и революции». Большевиков поддержали левые эсеры, которые получили ряд постов в советском правительстве. Первыми постановлениями, принятыми съездом, были Декрет о мире, Декрет о земле и отмена смертной казни на фронте. 2 (15) ноября съезд принял Декларацию прав народов России, в которой провозглашалось право народов России на свободное самоопределение, вплоть до отделения и образования самостоятельного государства.
25 октября в 21:45 холостой выстрел носового орудия «Авроры» подал сигнал к штурму Зимнего дворца. Красногвардейцами, частями петроградского гарнизона и матросами Балтийского флота во главе с Владимиром Александровичем Антоновым-Овсеенко был занят Зимний дворец и арестовано Временное правительство. Сопротивления нападавшим оказано не было. Впоследствии это событие рассматривалось как центральный эпизод революции.
Не найдя ощутимой поддержки в Пскове у ГлавКомСева Владимира Черемисова, Керенский вынужден был искать помощи у опального генерала Петра Краснова, в это время квартировавшего в г. Острове. После некоторых колебаний помощь была предоставлена. Из Острова на Петроград двинулись части 3-го конного корпуса, которым командовал Краснов. 27 октября они заняли Гатчину, 28 октября — Царское Село, выйдя на ближайшие подступы к столице. 29 октября в Петрограде вспыхнуло восстание юнкеров под руководством «Комитета спасения Родины и революции», однако оно было вскоре подавлено превосходящими силами большевиков под руководством Михаила Артемьевича Муравьёва. Ввиду крайней малочисленности своих частей и поражения юнкеров Краснов начал переговоры с «красными» о прекращении боевых действий. Тем временем Керенский, боясь того, что казаки выдадут его большевикам, бежал. Краснов же договорился с командующим красными отрядами Павла Ефимовича Дыбенко о беспрепятственном уходе казаков из-под Петрограда.
Партия кадетов была объявлена вне закона, 28 ноября был арестован ряд её лидеров, закрыто несколько кадетских печатных изданий.

### Установление советской власти на местах

Участники Красной гвардии. 1917—1918 годы

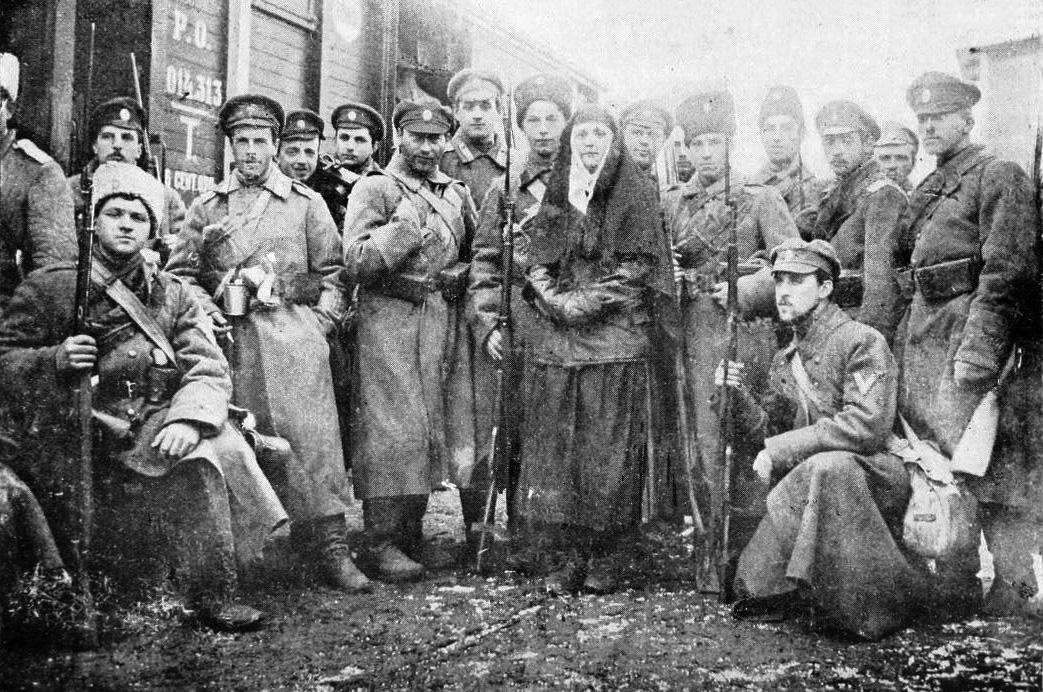
Добровольческая армия, основная военная сила Белого движения на юге. Январь 1918 года

Период с октября (ноября) 1917 года по февраль 1918 года отличался относительной быстротой и лёгкостью установления власти советов, ликвидации вооружённого сопротивления их противников. Лишь в 15 крупных городах из 84 произошло вооружённое противостояние. В некоторых случаях (Октябрьское вооружённое восстание в Москве (1917), Декабрьские бои 1917 года в Иркутске) большевикам удавалось добиться перевеса только после прибытия подкреплений из городов, в которых уже была установлена советская власть до этого.
Советскую власть не признали все казачьи регионы. Уже 25 октября 1917 года атаман Алексей Каледин ввёл в области войска Донского военное положение и установил контакты с казачьим руководством Оренбурга, Кубани, Астрахани, Терека. Располагая пятнадцатитысячным войском, он сумел захватить Ростов-на-Дону, Таганрог, значительную часть Донбасса.
Корниловский ударный полк, переименованный после августовских событий 1917 года сначала в 1-й Российский ударный, а затем в Славянский полк в составе 1-й Чехословацкой дивизии, с другими частями был переброшен с Юго-Западного фронта в Киев для защиты законной власти, однако после уличных боёв вынужден был отправиться на Дон вместе с юнкерами киевских военных училищ (Октябрьское вооружённое восстание в Киеве). Образованная ещё в марте 1917 года киевская Центральная Рада, сначала выступившая в союзе с большевиками, 7 ноября 1917 года провозгласила образование Украинской Народной Республики, оговорив, однако, намерение «не отделяться от Российской Республики», помочь ей «стать федерацией равных, свободных народов». УНР приступила к созданию собственной армии, захватила штабы Юго-Западного и Румынского фронтов, разгоняла советы, препятствовала продвижению красных частей через территорию Украины на Дон против Каледина и отказалась препятствовать продвижению туда же контрреволюционных частей с фронта. 3 декабря 1917 года СНК признал право Украины на самоопределение, при этом уже 6 декабря образовал первый в Гражданской войне фронт, а 11 декабря в Харькове украинские большевики созвали Всеукраинский съезд Советов, который «принял на себя всю полноту власти на Украине», избрав украинский ЦИК. 8 февраля Киев после жестокого пятидневного артиллерийского обстрела был взят красными войсками, применившими в ходе штурма мостов и береговых укреплений отравляющие газы. За несколько дней пребывания красных в городе было расстреляно не менее 2 тысяч человек, в основном русских офицеров. 9 февраля делегация УНР подписала сепаратный мирный договор с Германией и её союзниками в обмен на поставки продовольствия.
18 (31) декабря 1917 года СНК признал независимость Финляндии, однако уже 27 января в Финляндии началось восстание красных, поддержанное Советской Россией. Позднее, 29 августа 1918 года, СНК издал декрет, которым аннулировались договоры царской России конца XVIII века с Австрией и Германией о разделе Польши и признавалось право польского народа на независимое и самостоятельное существование. В Закавказье реакцией на Октябрьскую революцию стало образование в Тифлисе 15 (28) ноября 1917 года «Закавказского Комиссариата», созданного представителями депутатами, избранными в Учредительное собрание, а также деятелями ведущих местных партий. В Туркестане ещё в сентябре 1917-го исполком Ташкентского Совета осуществил вооружённое восстание и сверг власть представителей Временного правительства. Однако мусульманское население региона советскую власть не поддерживало.

### Вооружённые силы
Ставший главкомом после бегства Керенского генерал Н. Н. Духонин отказался подчиняться советскому правительству, 19 ноября освободил из Быховской тюрьмы (в Могилёвской губернии) генералов Корнилова и Деникина (которые отправились на Дон), отказался от помощи сосредоточенных в Ставке ударных батальонов и приказал им двигаться из Могилёва на Дон, а 20 ноября был смещён большевиками и убит разъярёнными солдатами.
10 ноября 1917 года Совнарком принял декрет «О постепенном сокращении численности армии». Согласно ему в бессрочный запас увольнялись солдаты призыва 1899 года, затем до конца декабря 1900 и 1901 годов. Поспешность в проведении демобилизации была вызвана массовым самовольным уходом солдат с фронта, начавшимся после объявления первых декретов Советской власти, особенно «Декрета о земле». Остановить дезертирство в этот период было некому: офицерский корпус повсеместно отстранялся от командования, большевистские ревкомы и большевизированные солдатские комитеты боролись за власть, одновременно проводя демократизацию и заключая локальные перемирия с противником.

#### Белая армия
Исследователи отмечают процессы расслоения, которые происходили к моменту Октябрьской революции в рядах старой армии: последняя в процессе своего развала выделяла кадры не только для будущей красной армии, но и для антибольшевистских армий. Ударные части, национальные формирования, часть казачьих войск, высшие штабы, офицерские общества, возникшие в дни Февральской революции, — все эти организации в большинстве своём представляли силу, враждебную Октябрьской революции.
Помимо освобождённых из Быхова генералов, корниловцев с Юго-Западного фронта, юнкеров из Москвы и Киева и т. д., на Дон переправлялись и члены созданной ещё до Октябрьской революции Алексеевской организации из Петрограда. 25 декабря 1917 года в Новочеркасске для борьбы с большевиками была создана Добровольческая армия. Однако поскольку атаман Каледин не пользовался поддержкой среди возвращающихся с фронта казаков, уставших от войны, Добровольческой армии пришлось уйти на Кубань (Первый Кубанский поход). Атаман Каледин после потери Ростова и Новочеркасска в феврале 1918 года застрелился, а при штурме Екатеринодара в марте 1918 года погиб Л. Г. Корнилов. Также 12 (25) февраля добровольческий отряд во главе с походным атаманом Войска Донского генерал-майором П. Х. Поповым численностью 1727 человек боевого состава ушёл из Новочеркасска в Сальские степи (см. Степной поход). Этим походом началась вооружённая борьба донского казачества против Красной Армии.
В феврале 1918 года с Румынского фронта на Дон двинулась также бригада полковника Дроздовского, совершившая 1200-километровый переход и в апреле с ходу взявшая Новочеркасск, тем самым оказав помощь донским казакам, к тому времени восставшим против советской власти, а затем присоединившаяся к Добровольческой армии.
Атаман Оренбургского казачьего войска Александр Дутов 26 октября 1917 года подписал приказ о непризнании на территории Оренбургского казачьего войска власти большевиков. Таким образом, он взял под свой контроль стратегически важный регион, перекрывавший сообщение центра страны с Туркестаном и Сибирью. Тем временем преданные Советской власти войска начали наступление на Оренбург. После тяжёлых боёв численно превосходящие дутовцев отряды красной гвардии, под командованием В. К. Блюхера 31 января 1918 года в результате совместных действий с большевистским подпольем захватили Оренбург. А. Дутов решил не покидать территорию Оренбургского войска и отправился в центр 2-го военного округа — Верхнеуральск, находившийся вдали от крупных дорог, рассчитывая там продолжить борьбу и мобилизовать новые антибольшевистские силы. В марте Верхнеуральск был также взят Красной армией, после чего казачье правительство обосновалось в станице Краснинской, где к середине апреля попало в окружение. 17 апреля 1918 года, прорвав окружение силами четырёх партизанских отрядов и офицерского взвода, А. Дутов вырвался из Краснинской и ушёл в Тургайские степи.

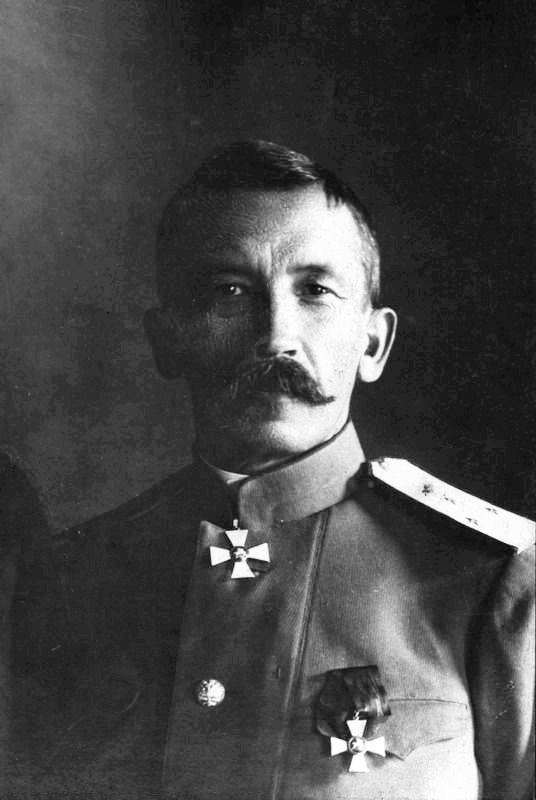
Лидер Белого движения на Юге России (1917—1918) генерал Л. Г. Корнилов
Создатель Добровольческой армии генерал М. В. Алексеев
Генерал Н. Н. Духонин
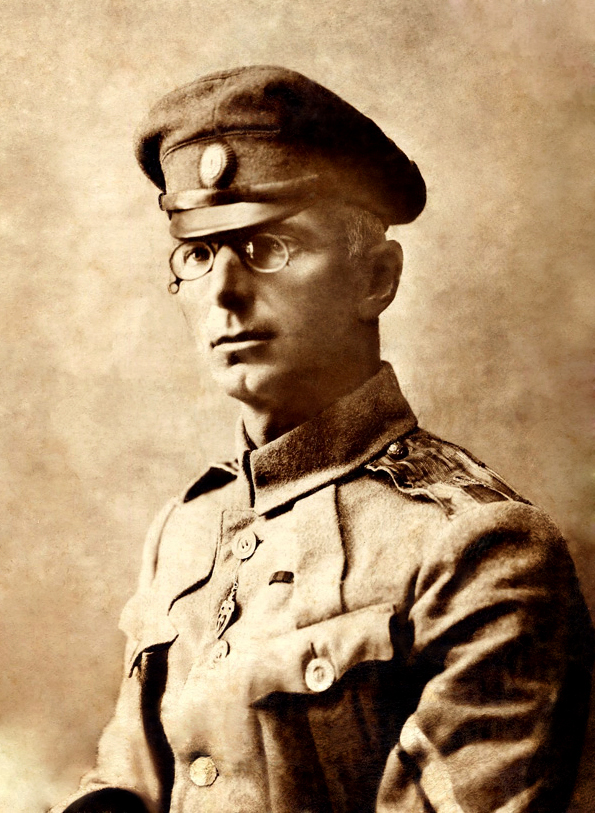
Один из организаторов и руководителей Белого движения на Юге России М. Г. Дроздовский
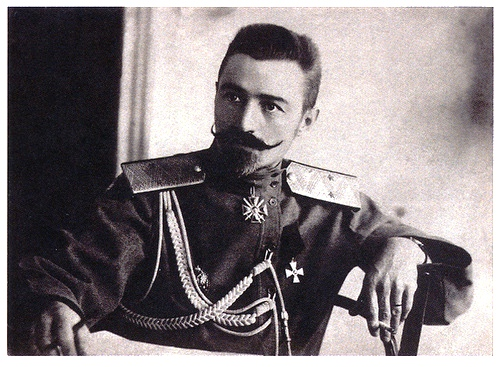
Генерал С. Л. Марков
Генерал, атаман Войска Донского А. М. Каледин

#### Красная армия
Одновременно с демобилизацией старой армии Совнарком предпринимал усилия по созданию новой, добровольческой армии. 15 января 1918 г. В. И. Ленин подписал декрет о создании Красной армии, 29 января — Красного флота. В действующей армии организованная большевизированными солдатскими комитетами и ревкомами кампания по записи добровольцев в новые вооружённые силы не принесла ощутимых результатов. Так, по подсчётам исследователя П. А. Голуба, фронт дал к весне 1918 г. только около 70 тысяч добровольцев, что равнялось приблизительно одному проценту (как известно, осенью 1917 г. в действующей армии находилось около 7 млн человек). Боевые качества добровольческой Красной армии были низкими, поскольку формировалась она из совершенно разнородных элементов — частей старой армии, отрядов красногвардейцев и матросов, крестьянских ополчений — и в ней царила партизанщина (выборность командиров, коллективное командование и митинговое управление, когда на митингах бойцы обсуждали вопросы проведения операций). Тем не менее первым частям Красной армии за счёт поддержки населения, подавляющего численного превосходства и хорошего снабжения боеприпасами со складов старой армии удалось подавить очаги антибольшевистского сопротивления, в частности — установить Советскую власть на Дону и Кубани, удержать Екатеринодар (после 7 декабря 1920 года именовался Краснодар), который пыталась захватить Добровольческая армия.
На сторону Ленина встали 40 тыс. латышских стрелков, сыгравших важную роль в установлении власти большевиков по всей России.
22 апреля 1918 года декретом ВЦИК «О порядке замещения должностей в Рабоче-Крестьянской Красной Армии» была отменена выборность командного состава. В связи с невозможностью обеспечить комплектование командным составом исключительно по классовому признаку, потребовалось привлечение в её ряды офицеров старой армии — «военспецов». Для осуществления политического контроля в Красной армии в марте-апреле 1918 года был учреждён институт военных комиссаров. Так в систему организации РККА был введён принцип двуначалия. 29 мая 1918 года после принятия постановления ВЦИК «О принудительном наборе в Рабоче-Крестьянскую Красную Армию» на основе всеобщей воинской повинности (мобилизации) начинается создание регулярной Красной армии, численность которой осенью 1918 года составила 800 тысяч человек, к началу 1919 года — 1,7 млн, к декабрю 1919 года — 3 млн, а к 1 ноября 1920 — 5,5 млн.
Видные военачальники Красной армии:

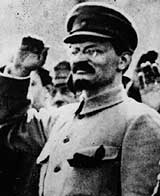
Один из создателей Красной армии Л. Д. Троцкий
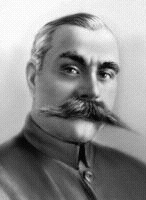
Главнокомандующий РККА (1919—1924) С. С. Каменев
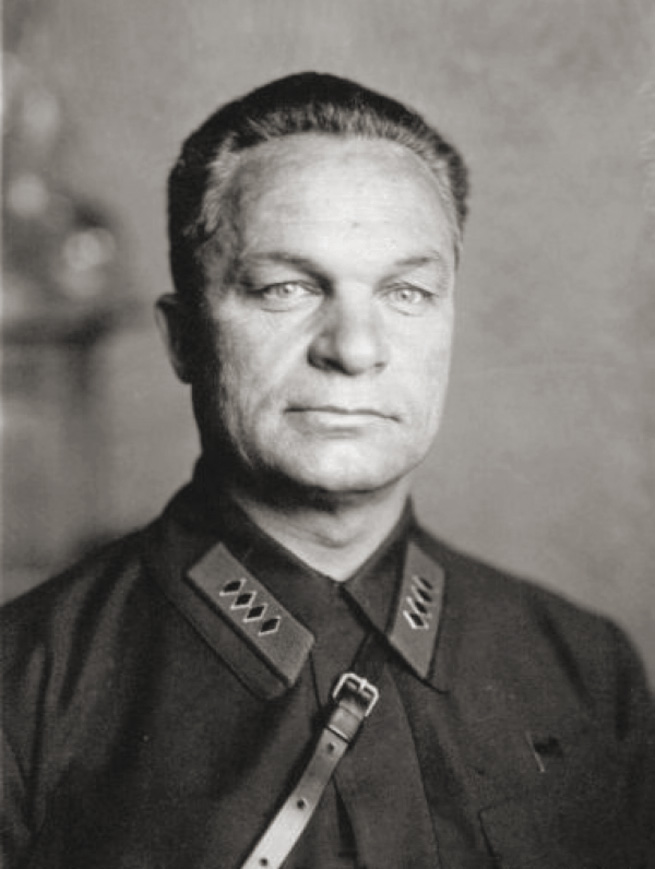
Маршал Советского Союза (1935) А. И. Егоров
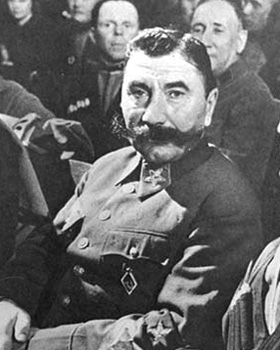
Командующий 1-й конной армией С. М. Будённый
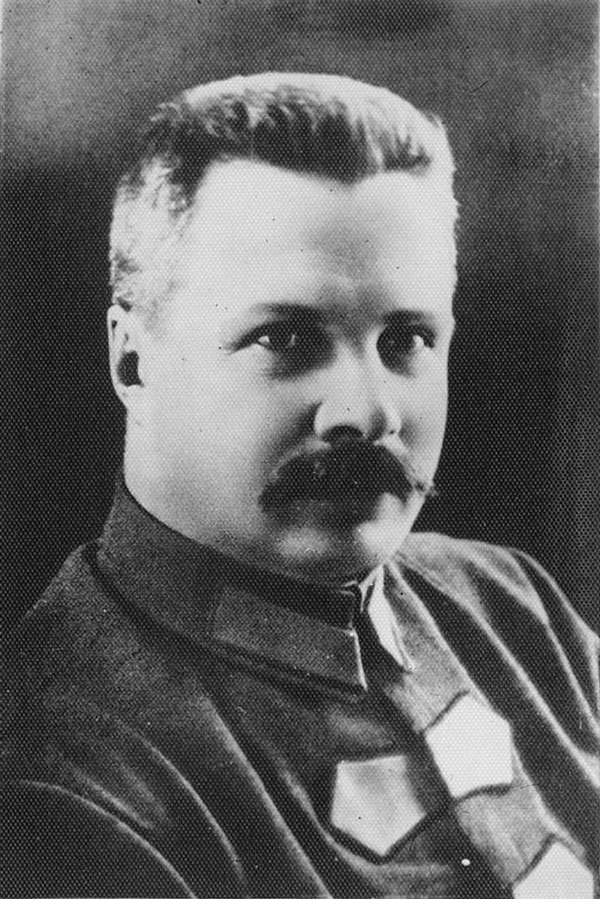
Председатель Реввоенсовета СССР и нарком по военным и морским делам М. В. Фрунзе

### Разгон Учредительного собрания
Выборы во Всероссийское учредительное собрание, намеченные ещё Временным правительством на 12 ноября 1917 г., показали, что большевиков поддерживает менее четверти проголосовавших. Заседание открылось 5 января 1918 года в Таврическом дворце в Петрограде. Социалисты во главе с эсерами и поддержавшие их беспартийные депутаты, не примирившись с узурпацией власти большевиками, намеревались сформировать новое правительство вместо Совнаркома, в котором были бы представлены все демократические силы и отсутствовали бы лидеры большевиков Ленин и Троцкий. После отказа эсеров обсуждать «Декларацию прав трудящегося и эксплуатируемого народа», объявлявшую Россию «Республикой Советов рабочих, солдатских и крестьянских депутатов», большевики, левые эсеры и некоторые делегаты национальных партий покинули заседание. Это лишило собрание кворума, а его постановления — легитимности. Тем не менее, оставшиеся депутаты под председательством лидера эсеров Виктора Чернова продолжили работу и приняли постановления об отмене декретов II съезда Советов и образовании Российской демократической федеративной республики.
5 января состоялась демонстрация в поддержку Учредительного собрания; красногвардейцы открыли огонь, и погибло 12 человек. 6 января по решению Ленина большевики разогнали Учредительное собрание и начали репрессии против своих бывших товарищей по борьбе с самодержавием: социалистические партии были объявлены контрреволюционными, их газеты закрывались, их лидеры и активисты арестовывались. Единственной политической силой, которая поддержала разгон Учредительного собрания, были левые эсеры, чьи представители ещё в декабре получили три места в Совнаркоме. Разгон всенародно избранного Учредительного собрания под предлогом его «контрреволюционности» ярко обнаружил стремление большевиков любыми способами удержать захваченную власть и тем поколебал симпатии к большевикам среди крестьян и части рабочих, вызвал рост враждебности к ним среди интеллигенции, мелкой и средней городской буржуазии.
18 января III Всероссийский Съезд Советов одобрил декрет о роспуске Учредительного собрания и принял решение об устранении из законодательства указаний на временный характер правительства («впредь до созыва Учредительного собрания»). Восстановление Учредительного собрания стало одним из лозунгов Белого движения.

### Брестский мир. Интервенция Центральных держав

Территория, оккупированная войсками Германии после заключения Брестского мира

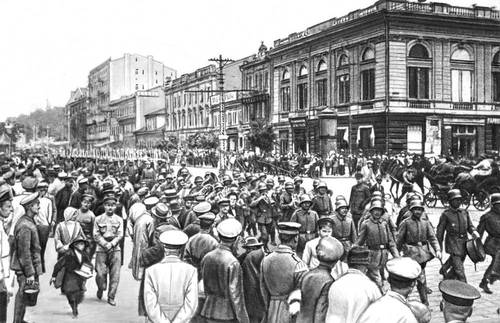
Германские интервенты вступают в Киев. 1 марта 1918

Большевики шли к власти с лозунгом «мир без аннексий и контрибуций», что означало сохранение довоенных границ. Но на это предложение не откликнулась ни одна из воюющих сторон.
20 ноября (3 декабря) 1917 в Брест-Литовске советским правительством было заключено соглашение о перемирии с Германией и её союзниками. 9 (22) декабря начались переговоры о мире. 14 (27) декабря советской делегации были переданы предложения, предусматривавшие значительные территориальные уступки со стороны России. Германия тем самым предъявила свои претензии на обширные территории России, располагавшие большими запасами продовольствия и материальными ресурсами. В большевистском руководстве произошёл раскол. Ленин категорически выступал за удовлетворение всех требований Германии. Троцкий предлагал затягивать переговоры. Левые эсеры и некоторые большевики предлагали не заключать мир и продолжать войну с немцами, что не только вело к конфронтации с Германией, но и подрывало позиции большевиков внутри России, поскольку их популярность в солдатских массах строилась на обещании выхода из войны. 28 января (10 февраля) 1918 руководитель советской делегации Лев Троцкий прервал переговоры под лозунгом «Ни мира, ни войны: мир не подписываем, войну прекращаем, а армию демобилизуем», и 18 февраля германские и австро-венгерские войска начали наступление по всей линии фронта. Одновременно Центральные державы ужесточили условия мира. 3 марта советская делегация была вынуждена подписать Брестский мирный договор, по которому Россия потеряла около 1 млн км² (включая Украину) и обязывалась демобилизовать армию и флот, передать Германии корабли и инфраструктуру Черноморского флота, выплатить контрибуцию в размере 6 млрд марок, признать независимость Украины, Беларуси, Литвы, Латвии, Эстонии и Финляндии. IV Чрезвычайный съезд Советов, контролируемый большевиками, несмотря на сопротивление «левых коммунистов» и левых эсеров, расценивавших заключение мира как предательство интересов «мировой революции» и национальных интересов, ввиду полной неспособности советизированной старой армии и Красной армии противостоять даже ограниченному наступлению германских войск и необходимости в передышке для укрепления большевистского режима 15 марта 1918 ратифицировал Брестский мирный договор.
Однако основная масса населения, даже смертельно устав от тягот войны и требуя мира, не смогла примирить свои патриотические чувства с расчётами большевиков на грядущую мировую революцию. Заключение сепаратного мира с Германией, уступка ей значительной территории и выплата больших денежных сумм были восприняты как невыполнение большевиками их обещаний и как предательство национальных интересов России.
Тем временем уже к апрелю 1918 года с помощью немецких войск буржуазное правительство Финляндии восстановило контроль над всей территорией государства. Немецкая армия ликвидировала советскую власть в оккупированной Прибалтике.
К концу апреля вся территория Украины (и часть прилегающих российских территорий) оказалась под контролем немецкой и австро-венгерской армий. 29 апреля на Украине произошёл переворот, в результате которого при поддержке германской оккупационной армии к власти пришёл гетман Скоропадский. Гетман ликвидировал Центральную раду и её учреждения, земельные комитеты, упразднил республику и все революционные реформы. УНР была преобразована в Украинскую державу с полумонархическим диктаторским правлением гетмана — верховного руководителя государства, армии и судебной власти.
Белорусская Рада совместно с корпусом польских легионеров Довбор-Мусницкого в ночь с 19 на 20 февраля заняла Минск и открыла его для немецких войск. С разрешения немецкого командования Белорусская Рада создала правительство Белорусской Народной Республики во главе с Р. Скирмунтом и, аннулировав декреты советской власти, объявила об отделении Беларуси от России (до ноября 1918 года).
Немецкие войска, войдя в Донскую область, 1 мая заняли Таганрог, 8 мая — Ростов-на-Дону. К этому времени Донская область была охвачена начавшимся в конце марта антибольшевистским восстанием под руководством генерала Краснова. 10 мая восставшие казаки совместно с подошедшим из Румынии отрядом Дроздовского заняли столицу Донского войска, Новочеркасск. К середине мая область была полностью очищена от большевиков. Краснов, избранный атаманом Всевеликого Войска Донского, заключил союз с Германией и стал получать у неё оружие со складов бывшего русского Юго-Западного фронта в обмен на продовольствие. Как отмечал генерал Краснов: «Деникину легко, конечно, меня обвинять в поддержке немцев, но вот оружие от меня Деникин берёт, хотя я его выкупаю за хлеб у немцев со складов Юго-Западного фронта бывшей Российской армии»
Турецкие и германские войска вторглись в Закавказье. Закавказская демократическая федеративная республика прекратила своё существование, разделившись на три части.
Занятие Украины чрезвычайно расширило экономическую базу Центральных держав, особенно Германии, и обеспечило им выгодные стратегические фланговые позиции на случай возрождения под влиянием усилий Антанты нового противогерманского Восточного фронта. Германия, признавая советское правительство, оказывала поддержку антибольшевистским организациям и группировкам, в первую очередь на Дону, в Грузии и Прибалтике, что в сильной степени затрудняло положение России.

### Начало интервенции стран Антанты на севере
В конце февраля 1918 года британский контр-адмирал Кемп предложил мурманскому Совету высадить в Мурманске британские войска для защиты города и железной дороги от возможных нападений немцев и белофиннов. Троцкий, занимавший пост наркома иностранных дел, дал указание принять помощь союзников. В результате, сразу после заключения Брестского мирного договора, Мурманский Совет заключил соглашение с союзниками о военной помощи, и в марте 1918 года в Мурманске началась высадка сначала британских, а затем и французских десантов.

### Введение продовольственной диктатуры
После разгона Учредительного собрания и подписания Брестского мира наиболее резкий рост враждебности к большевикам среди крестьянского населения вызвала их продовольственная политика. Получившие помещичью землю крестьяне зернопроизводящих губерний (особенно Украины и Юга России) считали несправедливым сохранение введённой Временным правительством государственной хлебной монополии, позволявшей государству скупать зерно по низким ценам в условиях обесценивания бумажных денег и инфляции. Зажиточная верхушка деревни («кулаки») и середняки ожидали от большевиков разрешения свободной торговли и одновременно продавали зерно по спекулятивным ценам, наживаясь на голоде населения городов и зернопотребляющих губерний.
Оккупация германо-австрийскими войсками Украины и продвижение их на территорию Донской области привели к прекращению подвоза зерна в центральные губернии России с Украины и ухудшили возможности его доставки с Дона и Кубани. Резко сократилась продажа хлеба в городах, выросли очереди, поднялись панические настроения. По городам прокатились стихийные голодные бунты, направленные против местных органов Советской власти. Стихийное недовольство населения и страх перед надвигавшимся голодом пытались использовать противники большевиков.
Для решения резко обострившейся продовольственной проблемы в мае 1918 года Народный комиссариат по продовольствию (Наркомпрод) был наделён неограниченными чрезвычайными полномочиями по закупке хлеба по низким государственным ценам, свободная торговля была запрещена, и были введены карательные меры против лиц, скрывающих хлебные «излишки» и отказывающихся продавать зерно государству по установленным им низким ценам. Это означало введение продовольственной диктатуры. Рабочие крупных городов, наиболее страдающих от голода, по собственному почину начали формировать вооружённые продовольственные отряды (продотряды) и направлять их в деревни за продовольствием. Эта инициатива была поддержана Совнаркомом.
В июне, когда в результате восстания Чехословацкого корпуса прекратился подвоз хлеба из Сибири и некоторых районов Поволжья, продовольственное положение ещё более обострилось. В этих условиях сохранение хлебной монополии и диктаторские методы её проведения оказались единственным способом спасения населения городов и основной части сельского населения потребляющих губерний от голода.
Однако сопротивление зажиточного крестьянства хлебной монополии росло, и единственной социальной опорой большевиков в деревне стали беднейшие крестьяне и батраки, экономически и политически зависимые от зажиточной части деревни. В июне советское правительство приступило к организации комитетов бедноты (комбедов), которые стали чрезвычайными органами власти в деревне. Большевики направляли деятельность комбедов против зажиточных крестьян, имеющих зерно, предназначенное для продажи. При этом учитывались и использовались как ненависть бедноты к богатым односельчанам («мироедам»), так и её заинтересованность в получении части конфискованного хлеба и перераспределении бывших помещичьих земель, лучшая и большая часть которых была захвачена кулаками. За лето комбеды с помощью продотрядов и частей Красной армии собрали достаточно зерна, чтобы поддержать полуголодное существование городов и потребляющих губерний. Конфискованные у кулаков земля, скот и инвентарь распределялись между бедняками.
Сняв остроту продовольственной проблемы, комбеды, однако, оттолкнули от большевистской власти середняков, которые в насильственных мерах против зажиточной верхушки увидели угрозу своим собственным интересам. В итоге середняки поддержали кулачество в его борьбе против большевиков, и в зернопроизводящих губерниях на борьбу против советской власти поднялась основная масса сельского населения. Против большевиков выступила самая активная сила — бывшие фронтовики, поддержавшие их в октябре 1917 года. Одновременно росла популярность левых эсеров, которые выступили как против Брестского мира, так и против конфискаций, продотрядов и комбедов.

## Май — ноябрь 1918

### Восстание Чехословацкого корпуса. Развёртывание войны на Востоке

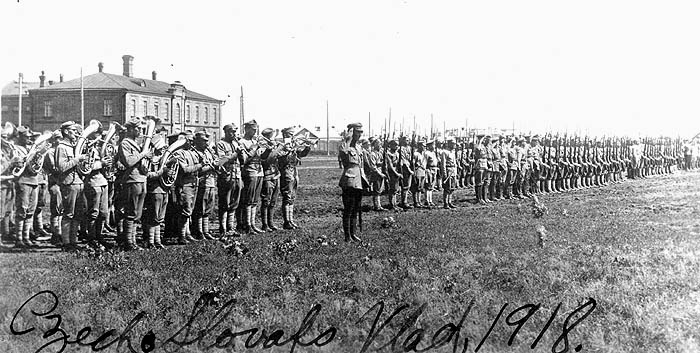
Чехословацкий корпус

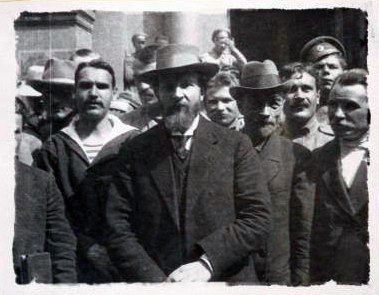
Лидер Уфимской Директо́рии Н. Д. Авксентьев
(Временное Всероссийское правительство)

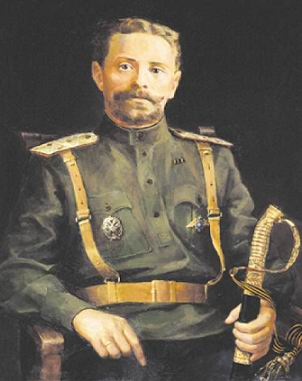
Генерального штаба генерал-лейтенант В. О. Каппель

Уже в 1917 году Великобритания, Франция и Италия приняли решение о поддержке антибольшевистских сил, Черчилль призвал «задушить большевизм в колыбели». 22 декабря конференция представителей стран Антанты в Париже признала необходимым поддерживать связь с антибольшевистскими правительствами Украины, казачьих областей, Сибири, Кавказа и Финляндии и открыть им кредиты. 23 декабря было заключено англо-французское соглашение о разделе сфер будущих военных действий в России: в зону Великобритании вошли Кавказ и казачьи области, в зону Франции — Бессарабия, Украина и Крым; Сибирь и Дальний Восток рассматривались как сфера интересов США и Японии.
Чехословацкий корпус (40-45 тысяч человек) был сформирован на территории России в годы Первой мировой войны, в основном из пленных чехов и словаков — бывших военнослужащих австро-венгерской армии, выразивших желание участвовать в войне против Германии и Австро-Венгрии. На основании декрета французского правительства об организации автономной Чехословацкой армии во Франции, Чехословацкий корпус с 15 января 1918 года был формально подчинён французскому командованию, и с началом германского наступления эвакуировался с Украины на территорию Советской России и направился во Владивосток, откуда его планировалось вывезти по морю в Западную Европу для продолжения боевых действий на стороне Антанты. 21 мая под давлением Германии большевики приняли решение о полном разоружении и расформировании чехословацких эшелонов. После столкновения в Челябинске чехословаки под командованием русских офицеров разгромили брошенные против них силы Красной гвардии, чем создали благоприятную ситуацию для ликвидации советских органов власти в Поволжье, на Урале, в Сибири и на Дальнем Востоке.
8 июня 1918 года в захваченной эсерами Самаре был создан Комитет Учредительного собрания (Комуч). Он объявил себя временной революционной властью, которая должна была, по замыслу его создателей, распространившись на всю территорию России, передать управление страной законно избранному Учредительному собранию. На территории, подвластной Комучу, в июле были денационализированы все банки, объявлена денационализация промышленных предприятий. Комуч создал собственные вооружённые силы — Народную армию. Одновременно, 23 июня, в Омске было сформировано Временное Сибирское правительство, объединившееся с Комучем 23 сентября в Временное Всероссийское правительство (Уфимскую директорию). Народная армия Комуча во главе с подполковником В. О. Каппелем развернула наступление в Поволжье, наибольшим успехом которого стало взятие Казани 7 августа.
5-й Латышский полк целиком, во главе с командиром его, сдался нам. Это был единственный случай за всю Гражданскую войну, когда латышские части сдавались.

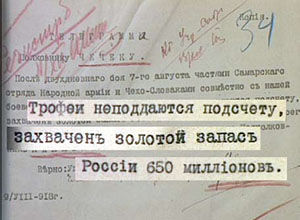
Телеграмма Каппеля о взятии Казани

Сразу после взятия Казани Каппель безуспешно настаивал на дальнейшем наступлении на Москву через Нижний Новгород, где находилась вторая часть золотого запаса России, поскольку долговременная позиционная оборона в ситуации, сложившейся сразу после взятия Казани, не представлялась возможной. Его оппоненты же, включая чехословаков, предпочли сконцентрироваться на обороне занятых рубежей.
В сентябре 1918 войска советского Восточного фронта, сосредоточив под Казанью 11 тысяч штыков и сабель против 5 тысяч у противника, перешли в наступление. После ожесточённых боёв они 10 сентября захватили Казань, и прорвав фронт, заняли затем 12 сентября Симбирск, 7 октября — Самару, нанеся тяжёлое поражение Народной армии КОМУЧа. Ситуация на фронте кардинально изменилась — к осени 1918 года отряды Народной армии уже не могли сдержать многократно превосходившие их силы Красной армии.
7 августа 1918 года вспыхнуло рабочее восстание на оружейных заводах в Ижевске, а затем в Воткинске, где повстанцы сформировали собственное правительство и армию в 35 тысяч штыков. Это восстание, подготовленное Союзом фронтовиков и местными эсерами, продолжалось с августа по ноябрь 1918. 7 ноября под ударами Особой и 2-й Сводной дивизий красных, состоявших из балтийских матросов, латышей и бывших военнопленных мадьяр, пал восставший Ижевск, а 13 ноября — Воткинск.
Иностранная интервенция на Дальнем Востоке началась 5 апреля 1918 года. В ночь с 4 на 5 апреля «неизвестные лица» совершили вооружённое нападение с целью ограбления на отделение японской торговой конторы «Исидо», расположенной во Владивостоке. В ходе этой бандитской акции злоумышленниками были убиты два японских гражданина. В этот же день со стоявших на рейде кораблей военно-морских сил Японии и Великобритании высадились две роты японских пехотинцев и полурота английской морской пехоты под предлогом защиты иностранных подданных. На следующий день десантировался отряд из 250 японских моряков, к октябрю их было 73 тысячи. Не встречая никакого сопротивления, они захватили опорные пункты города, остров Русский с его крепостными укреплениями, артиллерийскими батареями, военными складами и казармами.
К концу года общая численность войск интервентов, включая чехословацких легионеров, поднявших мятеж против советской власти и американских военнослужащих, возросла до 150 тысяч. По американским данным, на 15 сентября 1919 года интервенционистские силы Антанты на Дальнем Востоке насчитывали в своих рядах более 60 тысяч японских, 9 тысяч американских, 1500 британских, 1500 итальянских, 1100 французских и 60 тысяч чехословацких солдат и офицеров. Кроме того, имелись «белые» китайские, румынские и польские воинские части.
Начало высадки интервентов послужило сигналом казакам атаманов Семенова, Калмыкова и Гамова для возобновления боевых действий. В течение короткого времени объединёнными усилиями им удалось разгромить немногочисленные силы Центросибири и Дальсовнаркома. Семеновцы, поддерживаемые японскими войсками, совместно с чехами 1 сентября 1918 взяли Читу, отрезав всю Восточную Сибирь и Дальний Восток от европейской части России.
Восстание Чехословацкого корпуса и его поддержка эсерами привели к тому, что 14 июня 1918 года ВЦИК постановил исключить из состава ВЦИК и местных Советов эсеров (правых и центра) и меньшевиков.

### Восстания в центральной России
В первое время после Октябрьской социалистической революции левые эсеры совместно с большевиками участвовали в создании Красной армии, в работе Всероссийской чрезвычайной комиссии (ВЧК).
Разрыв произошёл в феврале 1918 года, когда на заседании ВЦИК левые эсеры проголосовали против подписания Брестского мира, а затем, на IV Чрезвычайном съезде Советов — и против его ратификации. Не сумев настоять на своём, левые эсеры вышли из состава Совнаркома и объявили о расторжении соглашения с большевиками.
В связи с принятием Советской властью декретов о комитетах бедноты, уже в июне 1918 года ЦК партии левых эсеров и III съезд партии постановил использовать все доступные средства для того, чтобы «выпрямить линию советской политики». На V Всероссийском съезде Советов в начале июля большевики, несмотря на противодействие левых эсеров, находившихся в меньшинстве, приняли первую Советскую конституцию, закрепив в ней идеологические принципы нового политического режима. Основной его задачей было «установление диктатуры городского и сельского пролетариата и беднейшего крестьянства в форме могучей Всероссийской Советской государственной власти с целью полного сокрушения буржуазии». По этой Конституции, рабочие могли послать от равного числа избирателей в 5 раз больше делегатов, чем крестьяне (при этом городская и сельская буржуазия, помещики, чиновники и духовенство вообще были лишены избирательных прав на выборах в Советы). Представляя интересы прежде всего крестьянства и являясь принципиальными противниками диктатуры пролетариата, левые эсеры перешли к активным действиям.
6 июля левый эсер Яков Блюмкин убил в Москве германского посла Мирбаха, что послужило сигналом к началу левоэсеровского восстания в Москве, имевшего целью свержение Совнаркома и разрыв договорных отношений между Германией и РСФСР. 10 июля в поддержку своих соратников попытался поднять восстание против большевиков командующий Восточным фронтом РККА левый эсер Михаил Муравьёв, но его со всем штабом под предлогом переговоров заманили в ловушку и застрелили. Подавление восстаний левых эсеров привело к окончательному установлению однопартийной диктатуры большевистской партии. Резолюция V Всероссийского съезда Советов от 10 июля 1918 года хотя и не запрещала партию левых эсеров, но требовала исключения из состава Советов тех левых эсеров, которые одобряют «авантюру своего Центрального комитета». К концу 1918 года в составе 34 уездных Советов осталось 160 левоэсеровских депутатов из 805, а на губернских съездах Советов они составили менее одного процента.
Параллельно в ночь на 6 июля началось ярославское восстание, организованное Союзом защиты Родины и Свободы Бориса Савинкова, а 8 июля — рыбинское и муромское восстания. К 21 июля все восстания были подавлены.

### Начало красного террора

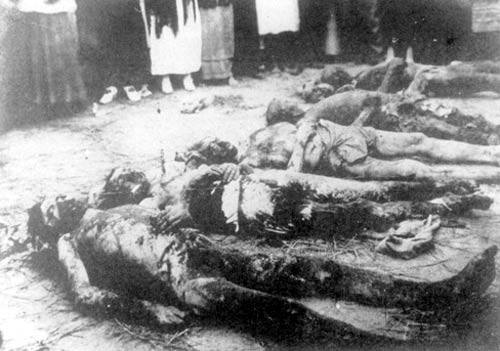
Жертвы Красного террора. Трупы заложников, найденные в херсонской ЧК в подвале дома Тюльпанова. 1919 год

По мере обострения ситуации в стране большевики усиливали репрессии против реальных и потенциальных противников. В ночь на 13 июня 1918 года в Перми был убит Великий князь Михаил Александрович. В Екатеринбурге в ночь на 17 июля был расстрелян содержавшийся там под арестом бывший император Николай II с семьёй. Почти одновременно с расстрелом царской семьи было совершено убийство великих князей, находившихся в ссылке в городе Алапаевске, в 140 километрах от Екатеринбурга.
21 февраля 1918 года в РСФСР была восстановлена смертная казнь и право бессудных расстрелов «неприятельских агентов, спекулянтов, громил, хулиганов, контрреволюционных агитаторов, германских шпионов». В июле—августе 1918 года красный террор приобрёл массовый характер. До официального объявления 2 сентября Красного террора он проводился различными местными и региональными представителями и органами власти, часто посредством самосудов (например, революционными матросами); хотя большевистское правительство на первых порах это не поощряло, при самосудах и произвольных казнях виновные часто могли не нести наказание. С 29 июля Ленин открыто стал призывать к массовому террору, хотя такие призывы не всегда исполнялись или подразумевали реализацию: в числе подобных случаев были призывы и предложения Ленина казнить собственных соратников.
30 августа было совершено покушение на Ленина, был убит председатель Петроградской ЧК Урицкий. В ответ на террористические акты против большевистских руководителей большевиками был объявлен красный террор. ВЧК и её местные органы арестовывали и объявляли заложниками известных политических и общественных деятелей, генералов и офицеров, представителей дворянства, буржуазии, интеллигенции и духовенства, которых расстреливали в случае контрреволюционных выступлений и нападений на представителей Советской власти. По приговорам ВЧК беспощадно уничтожались те, кто не только делом, но и словом боролся против Советской власти, причём во многих случаях вина устанавливалась на основании одного лишь социального происхождения. Началась организация лагерей для «классовых врагов» (к концу 1920 г. было создано более 100 лагерей, в которых содержалось около 75 тыс. человек). Красный террор стал массовым средством истребления «классово чуждых элементов» и устрашения населения. Постепенно в деятельности государственного аппарата большевиков неупорядоченные чрезвычайные меры вытеснялись централизованными диктаторскими методами управления и организованным террором против всех социальных групп и отдельных лиц, так или иначе сопротивлявшихся новой власти.

### Белый и антисоветский террор

Жертвы Белого террора. Сибирь. 1919 год

Наряду с красным террором существовал и белый и более широкий антисоветский террор со стороны антибольшевистских сил, в том числе и Белого движения.
Антисоветский террор был шире белого террора: «более скромным» террором также занималась отделяемая от Белого движения «демократическая контрреволюция» (например, Комуч); также был террор со стороны различных повстанцев и Чехословацкого корпуса, террор со стороны иностранных интервентов, в августе 1918 года открывших концлагерь на острове Мудьюг. Александр Шубин начинает отсчитывать антисоветский террор с расстрела антисоветскими юнкерами плененных солдат в Московском Кремле 28 октября 1917 года, отмечая, что это был эксцесс, а не выражение курса антибольшевистских сил, хотя у большевистского правительства такого эксцесса на тот момент не было. Террор как репрессивная политика со стороны Комуча начался в 1918 году: были учреждены Чрезвычайный суд и Министерство охраны государственного порядка; осенью была введена смертная казнь и организованы военно-полевые суды.
Белый террор был направлен не только против большевиков, но и против более широких слоёв, недовольных военной диктатурой на территории Белого движения; в числе жертв были члены других партий и случайные люди. Деникин устанавливал Особому Совещанию «всякое противодействие власти — и справа, и слева — карать»: «за бунт, руководство анархическими течениями, спекуляцию, грабеж, взяточничество, дезертирство и прочие смертные грехи — не пугать только, но и осуществлять их… Смертная казнь — наиболее соответственное наказание». Белый террор проводился специальными гражданскими и военными репрессивными органами, нередко самочинно организованными представителями военного командования, а также в форме самосудов и погромов со стороны войск Белых армий. Как и в случае с красным террором, он не всегда был централизованным, и исполнители не всегда поощрялись вышестоящими: например, Врангель писал, что с этим «приходилось мириться», а после казни по инициативе атамана Красильникова группы «учредиловцев» Колчак приказал провести расследование, но виновных не наказал. Деникин утверждал, что иногда контрразведки Белого движения были «очагами провокации и организованного грабежа».
На подконтрольных казакам и Добровольческой армии территориях в феврале—марте 1918 года производились казни советских работников и военнопленных, к июлю—августу ставшие массовыми; на неподконтрольных территориях проводился индивидуальный террор. Согласно Большой российской энциклопедии, первые акции белого террора отмечались во время антибольшевистского Ярославского восстания в июле 1918 года. Наибольший размах террор со стороны Белого движения принял в 1919 году во время карательных акций частей армий Колчака и отрядов Чехословацкого корпуса против крестьян, живших в районах действия партизан.

### Развёртывание войны на Юге

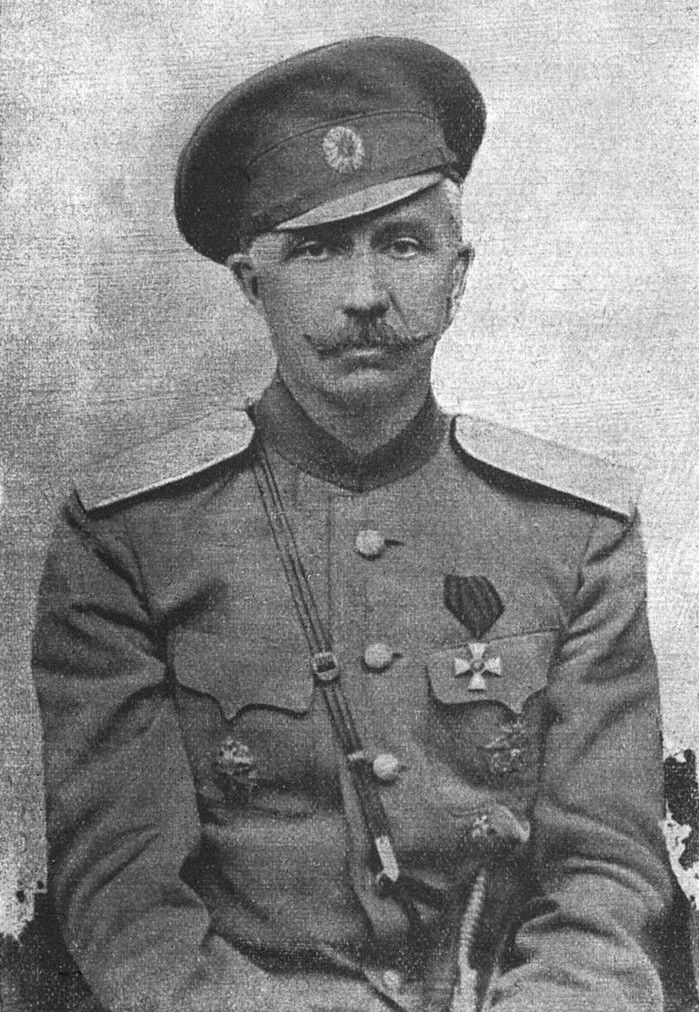
Атаман Войска Донского П. Н. Краснов

Уже в конце марта на Дону началось антибольшевистское восстание казаков под руководством генерала Краснова, в результате которого к середине мая Донская область была полностью очищена от большевиков. В западную часть Донской области вошли немецкие части. Краснов предоставлял нуждающейся в продовольствии германской армии выращенный в Донской области хлеб, в обмен получая оружие с попавших в распоряжение немцев складов бывшего русского Юго-Западного фронта. Донская армия, численность которой к середине июля составила 50 тысяч человек, предприняла несколько неудачных попыток взять Царицын.
В июне 8-тысячная Добровольческая армия начала свой Второй Кубанский поход на Кубань. Генерал А. И. Деникин последовательно наголову разбил под Белой Глиной и Тихорецкой 30-тысячную армию Калнина, затем в ожесточённом сражении под Екатеринодаром — 30-тысячную армию Сорокина. К концу августа территория Кубанского войска была полностью очищена от большевиков, белыми были заняты Кубанская область, Черноморье и большая часть Ставропольской губернии. Численность Добровольческой армии достигла 40 тысяч штыков и сабель. Но ей всё ещё противостояла Таманская армия.
8 июня Закавказская демократическая федеративная республика распалась на 3 государства: Грузию, Армению и Азербайджан. В Грузии высадились германские войска; Армения, потеряв большую часть территории в результате турецкого наступления, заключила мир. В Азербайджане из-за неспособности организовать оборону Баку от турецко-мусаватистских войск большевистско-левоэсеровская Бакинская коммуна 31 июля передала власть меньшевистскому Центрокаспию и бежала из города.
В Туркестане красным в основном удавалось удерживать свои позиции. Восстание рабочих-железнодорожников в Асхабаде (Закаспийская область) летом 1918 года и антибольшевистское восстание в Ташкенте в январе 1919 года были подавлены.

## Ноябрь 1918 — март 1919

### Вывод германских войск. Наступление Красной армии на запад

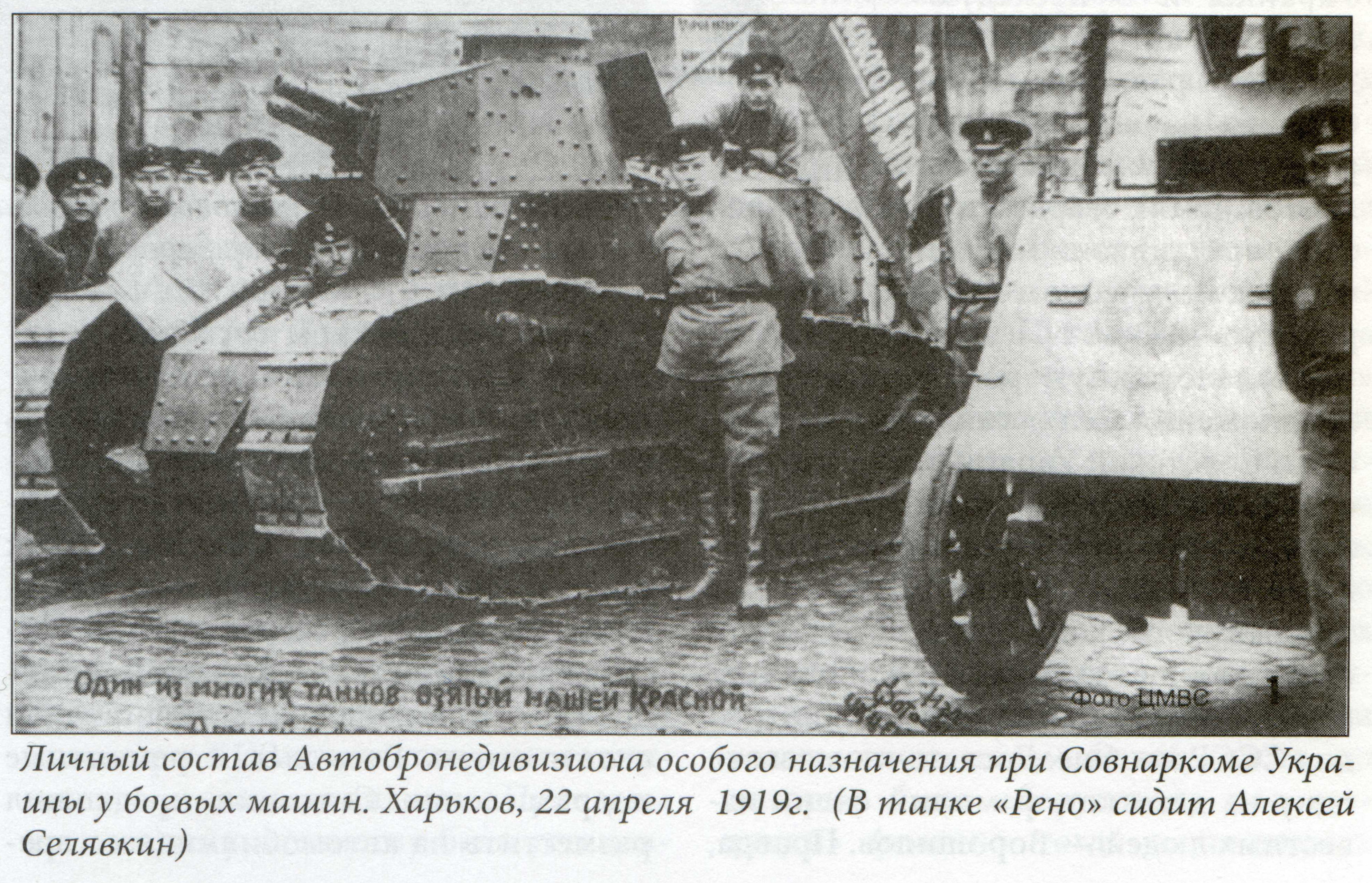
Бронедивизион РККА с трофейным французским танком FT-17, захваченным под Одессой. Харьков, апрель 1919

В ноябре 1918 года резко изменилось международное положение. 1 ноября 1918 года в Галиции, подконтрольной Австро-Венгрии, подразделениями УСС было поднято восстание, в результате которого была провозглашена Западно-Украинская Народная Республика, а после успеха решающего наступления Антанты на Западном фронте и Ноябрьской революции Германская империя и её союзники потерпели поражение в Первой мировой войне. В соответствии с секретным протоколом к Компьенскому перемирию от 11 ноября 1918 года германские войска должны были оставаться на территории России до прибытия войск Антанты, однако, по договорённости с германским командованием территории, с которых выводились германские войска, начала занимать Красная Армия, и только в некоторых пунктах германские войска были заменены войсками Антанты. 31 января франко-греческие войска высадились на юге Украины и заняли Одессу, Херсон и Николаев.
Впрочем, кроме батальона греков, участвовавшего в боях с отрядами атамана Григорьева под Одессой, остальные войска Антанты, так и не приняв боя, в апреле 1919 года эвакуировались из Одессы и Крыма. Французский военный флот был выведен из Чёрного моря к маю 1919 года в результате мятежа, поднятого матросами на нескольких кораблях с требованием прекратить интервенцию.
На территориях, отошедших Германии по Брестскому миру, возникли государства: Эстония, Латвия, Литва, Беларусь, Польша, Украина, которые позднее, лишившись немецкой поддержки, переориентировались на Антанту и начали формирование собственных армий. Советское правительство отдало приказ о выдвижении своих войск для занятия территорий Украины, Беларуси и Прибалтики. Для этих целей в начале 1919 был создан Западный фронт (командующий Д. Н. Надёжный) в составе 7-й, Латвийской, Западной армий и Украинский фронт (командующий В. А. Антонов-Овсеенко), в состав которого вошли три Украинские советские армии, сформированные на Украине преимущественно из повстанческих отрядов. Красная Армия к середине января 1919 года заняла большую часть Прибалтики и Белоруссии, и там были созданы советские правительства. Одновременно польские войска выдвинулись для захвата Литвы и Белоруссии.
На Украине Украинские советские войска в декабре 1918 — январе 1919 гг. заняли Харьков, Полтаву, Екатеринослав, 5 февраля 1919 года — Киев. Остатки войск УНР под командованием С. В. Петлюры отошли в район Каменец-Подольска. 6 апреля 1919 года повстанцы атамана Григорьева, перешедшего на сторону большевиков, заняли Одессу; к концу апреля 1919 года советские войска овладели Крымом. В планы советского командования входили наступление на Бессарабию и поход на помощь Венгерской Советской Республике, но в связи с переходом атамана Григорьева на сторону врагов советской власти и начавшимся наступлением белых на Южном фронте Украинский фронт был в июне расформирован, и к осени красные оставили Украину.

### Приход к власти адмирала Колчака
Неспособность организовать сопротивление большевикам вызвало недовольство белогвардейцев эсеровским правительством. 18 ноября в Омске группой офицеров был совершён переворот, в результате которого эсеровское правительство было разогнано, а власть передана популярному среди русского офицерства адмиралу Александру Васильевичу Колчаку, которому было присвоено звание Верховного правителя России. Он установил режим военной диктатуры и приступил к реорганизации армии. Власть Колчака была признана союзниками России по Антанте и большинством других белых правительств. В декабре 1918 колчаковские войска перешли в наступление и 24 декабря овладели Пермью (Пермская операция (1918—1919)), однако потерпели поражение под Уфой и вынуждены были прекратить наступление.
На партконференции правых эсеров в феврале 1919 года в Петрограде было принято решение отказаться от попыток свержения советской власти.

### Образование ВСЮР

Донской казак

В январе 1919 года Краснов попытался третий раз овладеть Царицыном, однако вновь потерпел поражение и вынужден был отступить. Окружаемая Красной армией после ухода немцев со стороны Украины, не видя помощи ни от англо-французских союзников, ни от добровольцев Деникина, под влиянием антивоенной агитации большевиков Донская армия начала разлагаться. Казаки стали дезертировать или переходить на сторону Красной армии — фронт рухнул. Большевики ворвались на Дон. Начался массовый террор против казачества, названный впоследствии «расказачиванием». В начале марта в ответ на истребительный террор большевиков вспыхнуло восстание казаков в Верхнедонском округе, получившее название Вёшенское восстание. Восставшие казаки сформировали армию в 40 тысяч штыков и сабель, включая стариков и подростков, и бились в полном окружении, пока 8 июня 1919 года к ним на помощь не прорвались части Донской армии.
8 января 1919 года Добровольческая армия объединилась с другими белыми армиями юга в состав Вооружённых сил Юга России (ВСЮР), став их основной ударной силой, а её командующий генерал Деникин возглавил ВСЮР. К началу 1919 года Деникину удалось подавить большевистское сопротивление на Северном Кавказе, подчинить себе казачьи войска Дона и Кубани, получить через черноморские порты от стран Антанты большое количество оружия, боеприпасов, снаряжения. Расширение помощи странами Антанты также ставилось в зависимость от признания Белым движением новых государств на территории Российской империи.
В январе 1919 года войска Деникина окончательно разбили 90-тысячную 11-ю армию большевиков и полностью овладели Северным Кавказом. В феврале началась переброска добровольческих войск на север, в Донбасс и Дон, в помощь отступающим частям Донской армии.
Все белогвардейские войска на юге были объединены в Вооружённые Силы Юга России под командованием Деникина, в состав которых вошли: Добровольческая, Донская, Кавказская армии, Туркестанская армия и Черноморский флот.

## Март 1919 — апрель 1920
Весной 1919 г. Россия вступила в самый тяжёлый этап Гражданской войны. Верховный совет Антанты разработал план очередного военного похода. На сей раз, как отмечалось в одном из секретных документов, интервенция должна была «…выражаться в комбинированных военных действиях русских антибольшевистских сил и армий соседних союзных государств…»
Ведущая роль в предстоящем наступлении отводилась белым армиям, а вспомогательная — войскам малых пограничных государств — Финляндии, Эстонии, Латвии, Литвы, Польши.

### Переход башкир на сторону советов
Башкирская республика, изначально участвовавшая в войне на стороне белых, в марте 1919 года перешла на сторону большевиков. Причиной такого перехода послужило нежелание адмирала Колчака, правителя России, признавать башкирскую автономию. В ноябре 1918 года адмирал Колчак подтвердил акты временного правительства о ликвидации башкирского правительства. В феврале 1919 года на заседании башкирского правительства было принято постановление о переходе башкирского правительства и башкирского войска на сторону советской власти. Через пару дней башкиры перехватили телеграмму в которой предлагалось арестовать лидеров башкирского национального движения, что позволило избежать ареста. В конце марта 1919 года Башкирская республика перешла на сторону советской власти, заключив двухстороннее соглашение.

### Сражения на Востоке

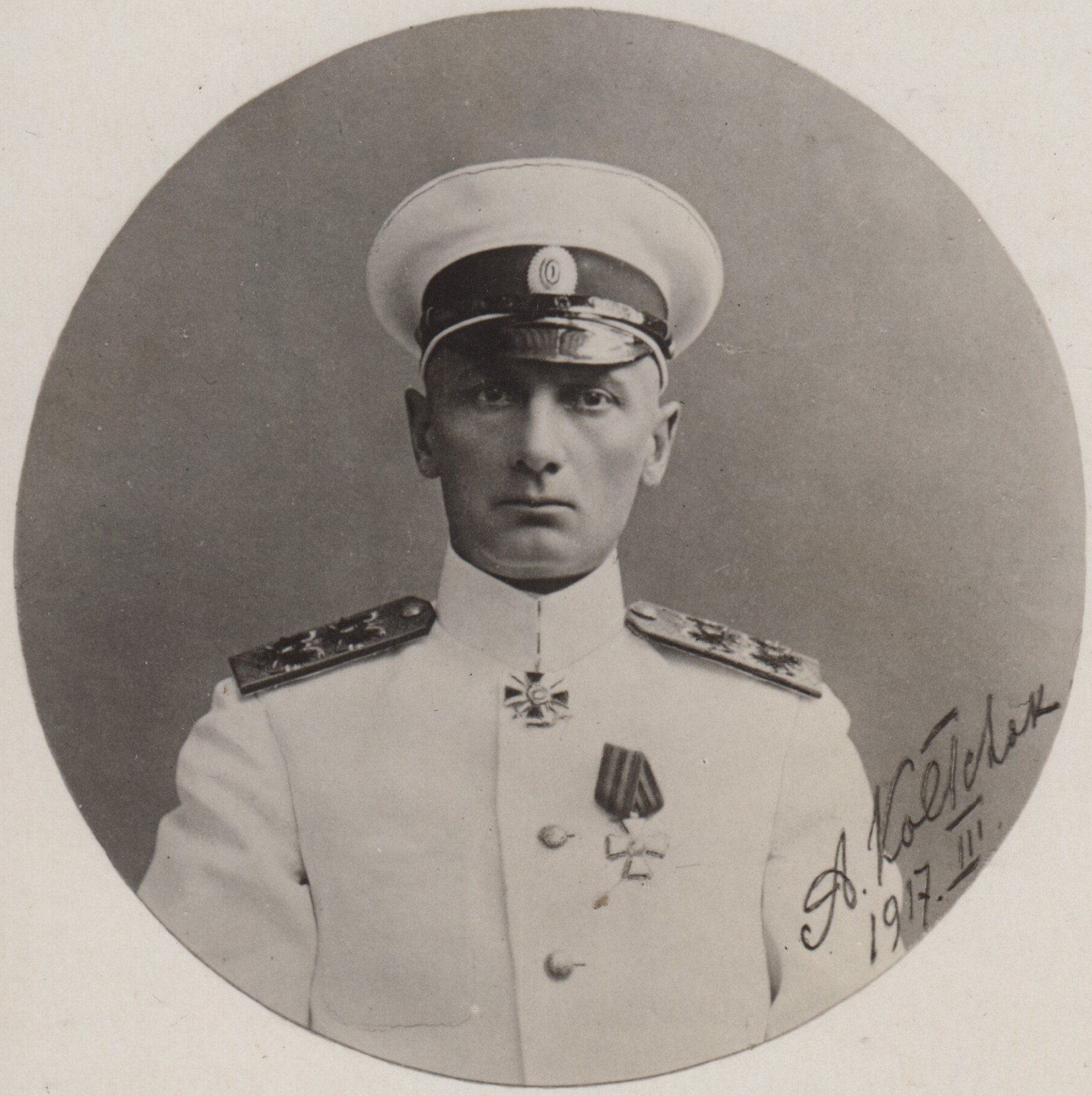
Адмирал Колчак

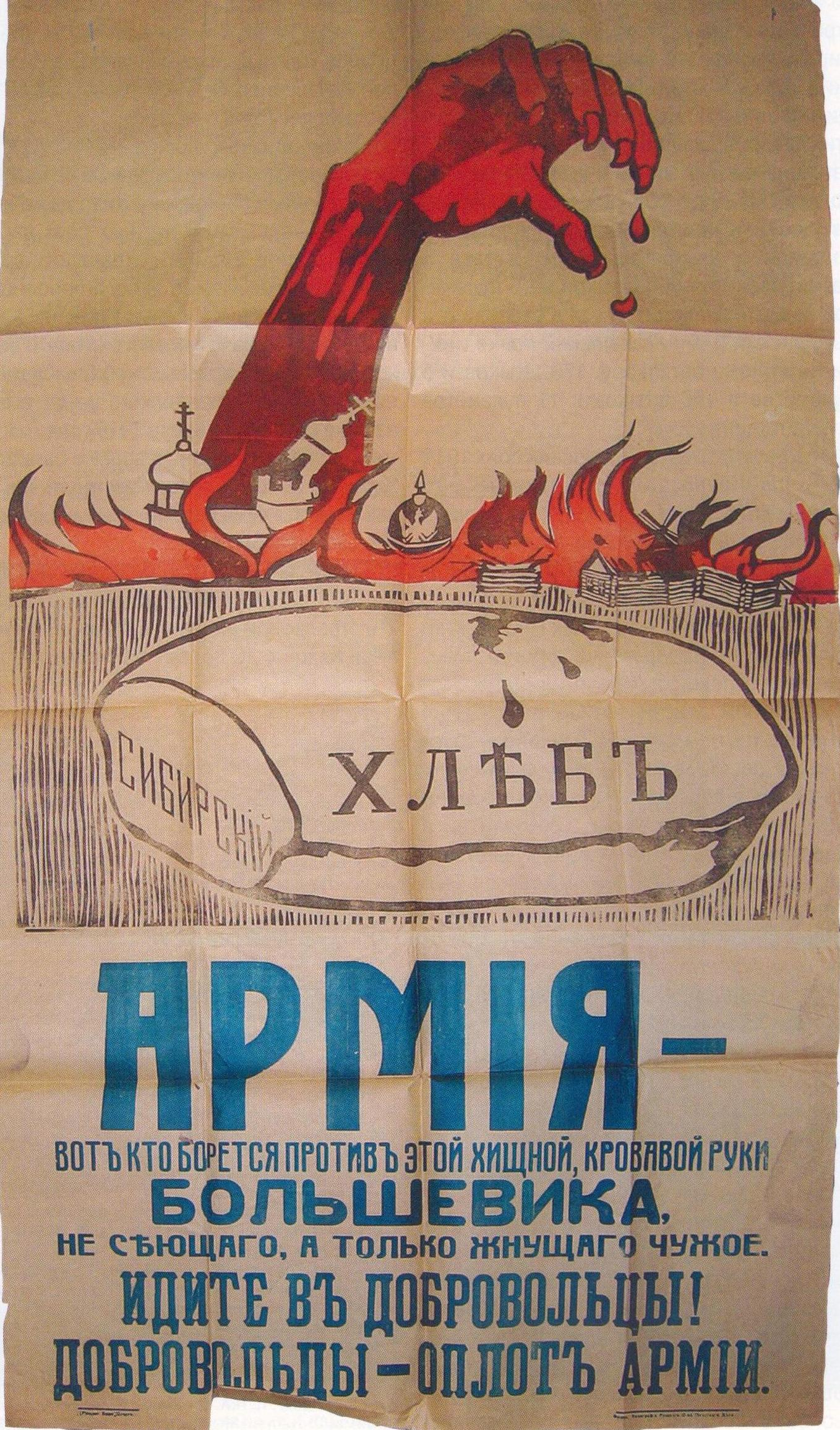
Агитационный плакат Сибирской армии Колчака

Все белогвардейские войска на востоке были объединены в Восточный фронт под командованием Колчака, в состав которого вошли: Западная, Сибирская, Оренбургская и Уральская армии.
В начале марта 1919 года 107-тысячная армия А. В. Колчака развернула наступление с востока против примерно сопоставимых сил Восточного фронта РККА, намереваясь соединиться в районе Вологды с Северной армией генерала Миллера (Сибирская армия), а основными силами наступать на Москву.
В это же время в тылу Восточного фронта красных начинается мощное крестьянское восстание (Чапанная война) против большевиков, охватившее Самарскую и Симбирскую губернии. Численность восставших достигла 150 тысяч человек. Но плохо организованные и вооружённые повстанцы были к апрелю разгромлены регулярными частями Красной армии и карательными отрядами ЧОН, и восстание было подавлено.
В марте-апреле войска Колчака, взяв Уфу (14 марта), Ижевск и Воткинск, заняли весь Урал и с боями пробивались к Волге, но были вскоре остановлены превосходящими силами Красной армии на подступах к Самаре и Казани. 12 апреля в тезисах о положении на Восточном фронте Ленин выдвинул лозунг «Все на борьбу с Колчаком!» 28 апреля 1919 года красные перешли в контрнаступление, в ходе которого 9 июня заняли Уфу.
После завершения Уфимской операции войска Колчака были на всём фронте оттеснены в предгорья Урала. Председатель Реввоенсовета Республики Л. Д. Троцкий и главком И. И. Вацетис предложили остановить наступление армий Восточного фронта и перейти к обороне на достигнутом рубеже. Центральный Комитет партии решительно отклонил это предложение. И. И. Вацетис был освобождён от занимаемой должности и на пост главкома назначен С. С. Каменев, и наступление на востоке было продолжено, несмотря на резкое усложнение обстановки на юге России. К августу 1919 года красные захватили Екатеринбург и Челябинск.
11 августа из состава советского Восточного фронта был выделен Туркестанский фронт, войска которого в ходе Актюбинской операции 13 сентября соединились с войсками Северо-Восточного фронта Туркестанской республики и восстановили связь Центральной России со Средней Азией.
В сентябре-октябре 1919 года между реками Тобол и Ишим белые попытались вернуть стратегическую инициативу, но кавалерии не удалось прорваться в тылы красных. Колчак начал склоняться к мысли, что Омск надо защищать до последней возможности: потеря столицы лишала смысла всю структуру Всероссийской власти, Ставка и правительство переходили автоматически в статус «странствующих». При этом генерал К. В. Сахаров не организовал ни обороны Омска, ни эвакуации. После этого фронт рухнул, и остатки армии Колчака отошли вглубь Сибири. В ходе этого отступления колчаковскими войсками был совершён Великий Сибирский Ледяной поход, в результате которого они отступили из Западной Сибири в Восточную, преодолев тем самым более 2 тысяч километров, и избежали окружения. Предложение от французского генерала Жанена и всего дипломатического корпуса о взятии золотого запаса под международную опеку, охране и транспортировке во Владивосток Колчаком было воспринято как заламывание непомерной цены за обещанную помощь, он ответил отказом, что, по мнению историка Зырянова, стоило Колчаку жизни: с этого момента иностранные представители утратили к нему всякий интерес.
В это время эсеры организовали в тылу Колчака ряд мятежей, в результате которых им удалось захватить Иркутск, где власть взял эсеро-меньшевистский Политцентр, которому 15 января чехословаки, среди которых были сильны проэсеровские настроения и отсутствовало желание воевать, выдали находившегося под их охраной адмирала Колчака. Перед этим своим последним указом от 4 января 1920 года А. В. Колчак передал полномочия Верховного правителя России А. И. Деникину (в должность вступить отказался), а власть на территории Сибири и Дальнего Востока передал атаману Г. М. Семёнову, которому был присвоен чин генерал-лейтенанта. 21 января 1920 года иркутский Политцентр передал Колчака большевистскому ВРК. Адмирал Колчак был расстрелян в ночь с 6 на 7 февраля 1920 года. Спешившие на выручку адмиралу русские части, возглавленные после смерти В. О. Каппеля С. Н. Войцеховским, начали штурм Иркутска, но, узнав о гибели Колчака, отступили от города.

### Сражения на Юге

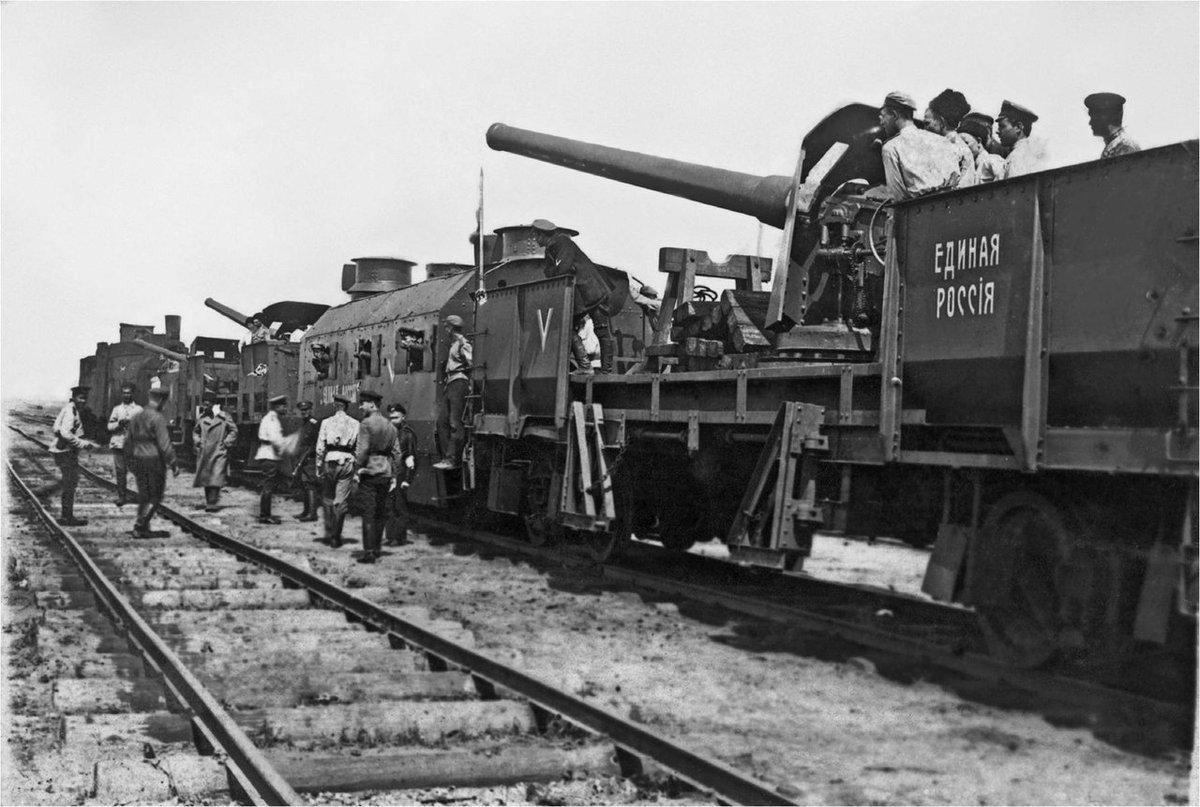
Бронепоезд «Единая Россия» на царицынском направлении, 1919

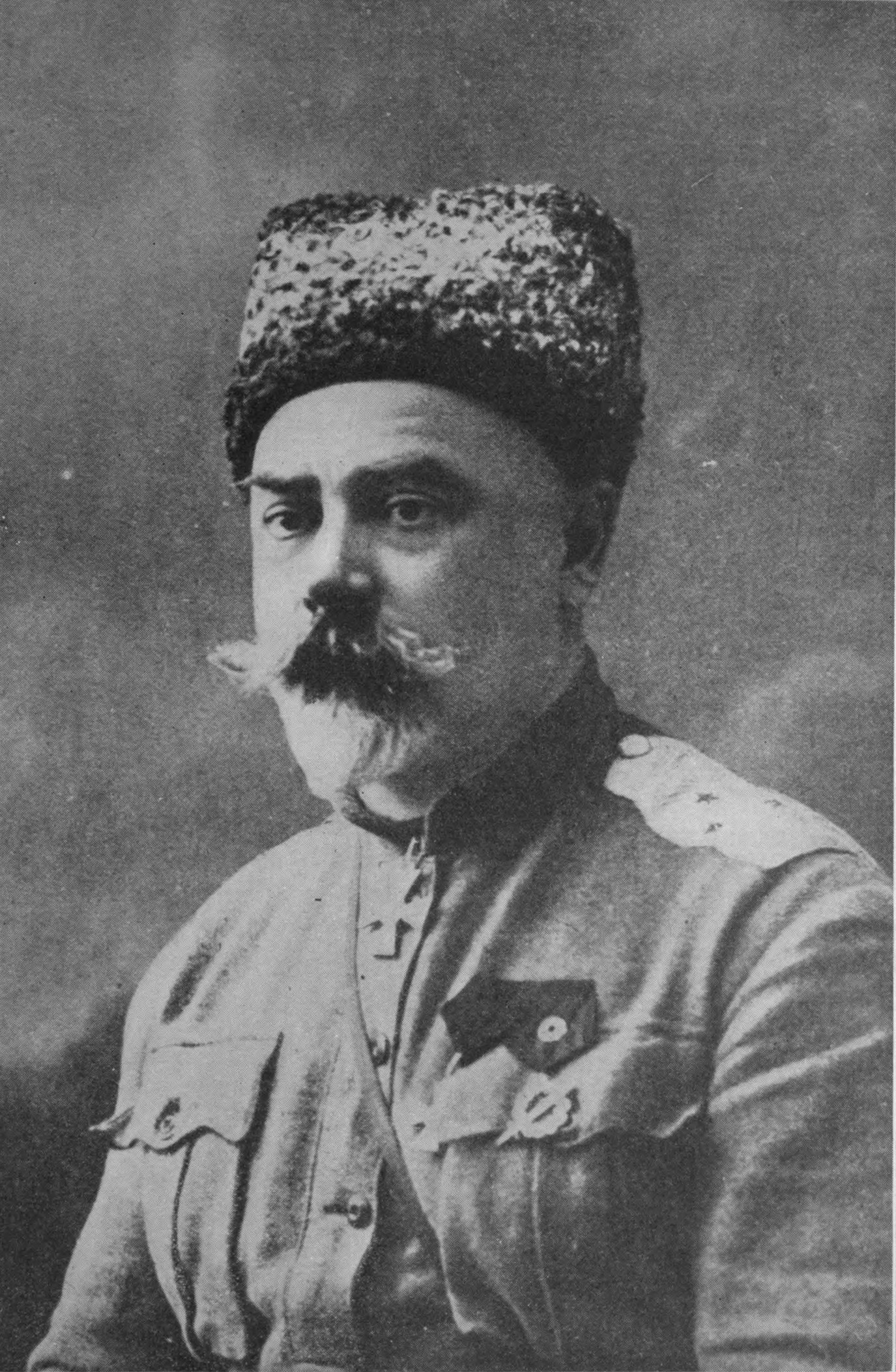
А. И. Деникин
Главнокомандующий ВСЮР

Летом 1919 года центр вооружённой борьбы переместился на Южный фронт. Повсеместные крестьянско-казацкие восстания дезорганизовали тыл Красной армии. Особенно большой размах имели Григорьевское восстание, приведшее к общему военно-политическому кризису УССР в мае 1919 г., и Вёшенское восстание на Дону. На их подавление были брошены крупные силы РККА, в боях с крестьянами-повстанцами солдаты красных часто проявляли нестойкость. В создавшихся благоприятных условиях Добровольческая армия разгромила противостоявшие ей силы большевиков и вышла на оперативный простор. К концу июня она заняла Царицын, Харьков (см. статью Добровольческая армия в Харькове), Александровск, Екатеринослав, Крым. 12 июня 1919 года Деникин официально признал власть адмирала Колчака как Верховного Правителя Русского государства и Верховного Главнокомандующего русских армий.
30 июня был взят Царицын. Барон Врангель настаивал на том, чтобы впоследствии удерживать линию Екатеринослав — Царицын, сосредоточив в районе Харькова 3-4 кавалерийских корпуса для действий по красным тылам вплоть до Москвы, и наладить взаимодействие на востоке с войсками адмирала Колчака. Однако 3 июля 1919 года Деникин, находясь в Царицыне, издал так называемую «Московскую директиву», и уже 9 июля ЦК партии большевиков опубликовал письмо «Все на борьбу с Деникиным!», назначив на 15 августа начало контрнаступления. В июле лишь разъезд уральских казаков соединился с ВСЮР, а затем войска восточного фронта стали отступать в Сибирь, а 13 сентября в районе станции Мугоджарская войска красного восточного фронта соединились с частями Туркестанской республики, восстановив связь центра страны с Туркестаном.
С целью срыва контрнаступления красных, по тылам их Южного фронта 4-м Донским корпусом генерала К. К. Мамонтова был проведён рейд 10 августа — 19 сентября, на 2 месяца отсрочивший наступление красных. Другой причиной неудачи наступления красных считается неверный выбор направления главного удара: вместо Харькова, куда предлагали наступать Вацетис и Троцкий, главный удар был направлен на Донскую область. В итоге красным удалось лишь выйти на рубеж р. Дон. Тем временем белые армии продолжали наступление: 18 августа был взят Николаев, 23 августа — Одесса, 30 августа — Киев, 20 сентября — Курск, 30 сентября — Воронеж, 13 октября — Орёл. Большевики были близки к катастрофе и готовились к уходу в подполье. Был создан подпольный Московский комитет партии, правительственные учреждения начали эвакуацию в Вологду.

Подконтрольные белым территории на юге, осень 1919 года

Благодаря дипломатическим усилиям красным удалось снять с запада часть войск, включая латышских и эстонских стрелков, и перебросить их на юг. Из состава Южного фронта красных 30 сентября был выделен Юго-Восточный фронт. Белым стало известно о готовящемся контрударе в левый фланг корниловцам, но Кутепов отверг предложение сконцентрировать все силы в районе Кром и нанести встречный удар, передав северный участок фронта алексеевцам. В результате ожесточённых боёв 15-27 октября белые утратили стратегическую инициативу, но смогли организованно отступить на юг, избежав окружения, хотя одновременно с Орловско-Кромской операцией красные провели на правом фланге наступающих на Москву частей ВСЮР успешную Воронежско-Касторненскую операцию конным корпусом Будённого против казачьих корпусов Мамонтова и Шкуро. С конца сентября части Вооружённых сил Юга России (ВСЮР) были также отвлечены рейдом Махно на Украине в направлении Таганрога. Битва под Перегоновкой, в которой участвовало с каждой стороны по 40 тыс. бойцов, была проиграна белыми. Пополнения, подготовленные для отправки на север, пришлось использовать против Махно.
Затем белые последовательно потеряли Харьков, Киев, Ростов, Одессу. В декабре 1919 года Марковская дивизия почти полностью погибла при отступлении от Харькова перед превосходящими силами красных в бою у села Алексеево-Леоново Области Войска Донского. Юго-восточный фронт был 16 января 1920 года переименован в Кавказский, командующим которым 4 февраля был назначен М. Н. Тухачевский. Была поставлена задача завершить разгром Добровольческой армии генерала Деникина и захватить Северный Кавказ до того, как начнётся война с Польшей. В полосе фронта численность красных войск составляла 50 тысяч штыков и сабель против 46 тысяч у белых.
В начале февраля на Маныче был наголову разбит красный конный корпус Б. М. Думенко, а в результате наступления Добровольческого корпуса 20 февраля белые овладели Ростовом и Новочеркасском. Однако одновременно с наступлением Добровольческого корпуса Ударная группа 10-й армии красных прорвала оборону белых в полосе ответственности неустойчивой и разлагающейся Кубанской армии, и в прорыв была введена 1-я Конная армия для развития успеха на Тихорецкую. Против неё была выдвинута конная группа генерала А. А. Павлова (2-й и 4-й Донские корпуса), которая 25 февраля в ожесточённом сражении под Егорлыцкой (15 тысяч красных против 10 тысяч белых) была разбита, что и решило судьбу битвы за Кубань.

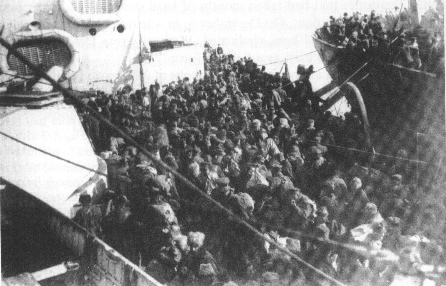
Эвакуация белых из Новороссийска

1 марта Добровольческий корпус оставил Ростов-на-Дону, и белые армии стали отходить к реке Кубань. Казачьи части Кубанской армии стали массово сдаваться в плен красным или переходить на сторону «зелёных», что повлекло за собой развал фронта белых, отступление остатков Добровольческой армии в Новороссийск, а оттуда 26-27 марта 1920 года эвакуация морем в Крым. На этот полуостров предлагал отступать ещё из Донбасса Врангель, но Деникин отказал по той причине, что это будет воспринято как предательство добровольцами казаков. Главным итогом Северо-Кавказской стратегической наступательной операции явился окончательный разгром главной группировки Вооружённых сил Юга России.
Деникин 4 апреля 1920 года оставил пост Главнокомандующего ВСЮР, передал командование генералу барону П. Н. Врангелю и в тот же день на английском линейном корабле «Император Индии» отбыл вместе со своим другом, соратником и бывшим начальником штаба Главнокомандующего ВСЮР генералом И. П. Романовским в Англию с промежуточной остановкой в Константинополе, где последний был застрелен в здании русского посольства в Константинополе поручиком М. А. Харузиным — бывшим сотрудником контрразведки ВСЮР.

### Наступление Юденича на Петроград

Секретный доклад контрразведки С.-З. фронта о положении русских в Эстонии, 1920

5 июня 1919 года Н. Н. Юденич был назначен А. Колчаком главнокомандующим всеми российскими сухопутными и морскими вооружёнными силами, действовавшими против большевиков на Северо-Западном фронте.
11 августа 1919 в Таллине было создано Правительство Северо-Западной области, которое в тот же день под нажимом англичан, обещавших вооружение и снаряжение для армии, признало государственную независимость Эстонии и в дальнейшем вело переговоры с Финляндией. Однако общероссийское правительство Колчака отказалось рассматривать сепаратистские требования финнов и прибалтов. На запрос Юденича о возможности исполнения требований Маннергейма (включавших требования о присоединении к Финляндии района Печенгского залива и западной Карелии), с которыми Юденич, в основном, был согласен, Колчак ответил отказом.
Белые предприняли два наступления на Петроград: весной и осенью 1919 года.
В результате майского наступления (см. Наступление Северного корпуса) Северным корпусом были заняты Гдов, Ямбург и Псков, но к 26 августа в результате контрнаступления красных, 7-й и 15-й армий Западного фронта белые были вытеснены из этих городов.
Тогда же 26 августа в Риге представителями Белого движения, прибалтийских стран и Польши было принято решение о совместных действиях против большевиков и наступлении на Петроград 15 сентября. Однако, после предложения советским правительством (31 августа и 11 сентября) начать мирные переговоры с прибалтийскими республиками на основе признания их независимости, Юденич лишился помощи этих союзников.
Осеннее наступление Юденича на Петроград (см. Наступление Северо-Западной армии осенью 1919 года) было неудачным, Северо-Западная армия была вытеснена в Эстонию, где после подписания между РСФСР и Эстонией Тартуского мирного договора 15 тысяч солдат и офицеров Северо-Западной Армии Юденича были сначала разоружены, а затем 5 тысяч из них — схвачены и отправлены в концлагеря.

### Сражения на Севере

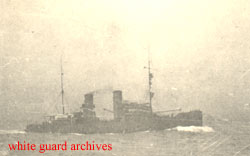
Ледокол «Козьма Минин» в Горле Белого моря. 1920 г.

Ещё 6 марта 1918 года немногочисленный английский десант — две роты морских пехотинцев — высадился в Мурманске для предотвращения захвата немцами огромного количества военных грузов, поставленных союзниками в Россию, но никаких враждебных действий против советской власти не предпринял (до 30 июня). В ночь на 2 августа 1918 года организация капитана 2-го ранга Чаплина (около 500 человек) свергла советскую власть в Архангельске, 1-тысячный красный гарнизон разбежался без единого выстрела. Власть в городе перешла к местному самоуправлению и началось создание Северной армии. Затем в Архангельске высадился 2-тысячный английский десант.
В ноябре 1918 антибольшевистское правительство Северной области пригласило генерала Миллера занять пост генерал-губернатора Северной области, признавшей 30 апреля 1919 года верховную власть Колчака А. В. Осенью 1919 Северная армия белых предприняла наступление на Северном фронте и Коми крае. За относительно короткое время белым удалось занять обширные территории. После отхода Колчака на восток части сибирской армии Колчака были переведены под командование Миллера. К концу 1919 года Великобритания по большей части прекратила поддержку антибольшевистских правительств в России, а в конце сентября союзники эвакуировались из Архангельска. В декабре красные перешли в контрнаступление, заняли Шенкурск и подошли вплотную к Архангельску. 24−25 февраля 1920 года большая часть Северной армии капитулировала. Более 800 военнослужащих, включая Миллера, и гражданских беженцев эмигрировали в Норвегию в феврале 1920 года.

## Март — ноябрь 1920

### Советско-польская война

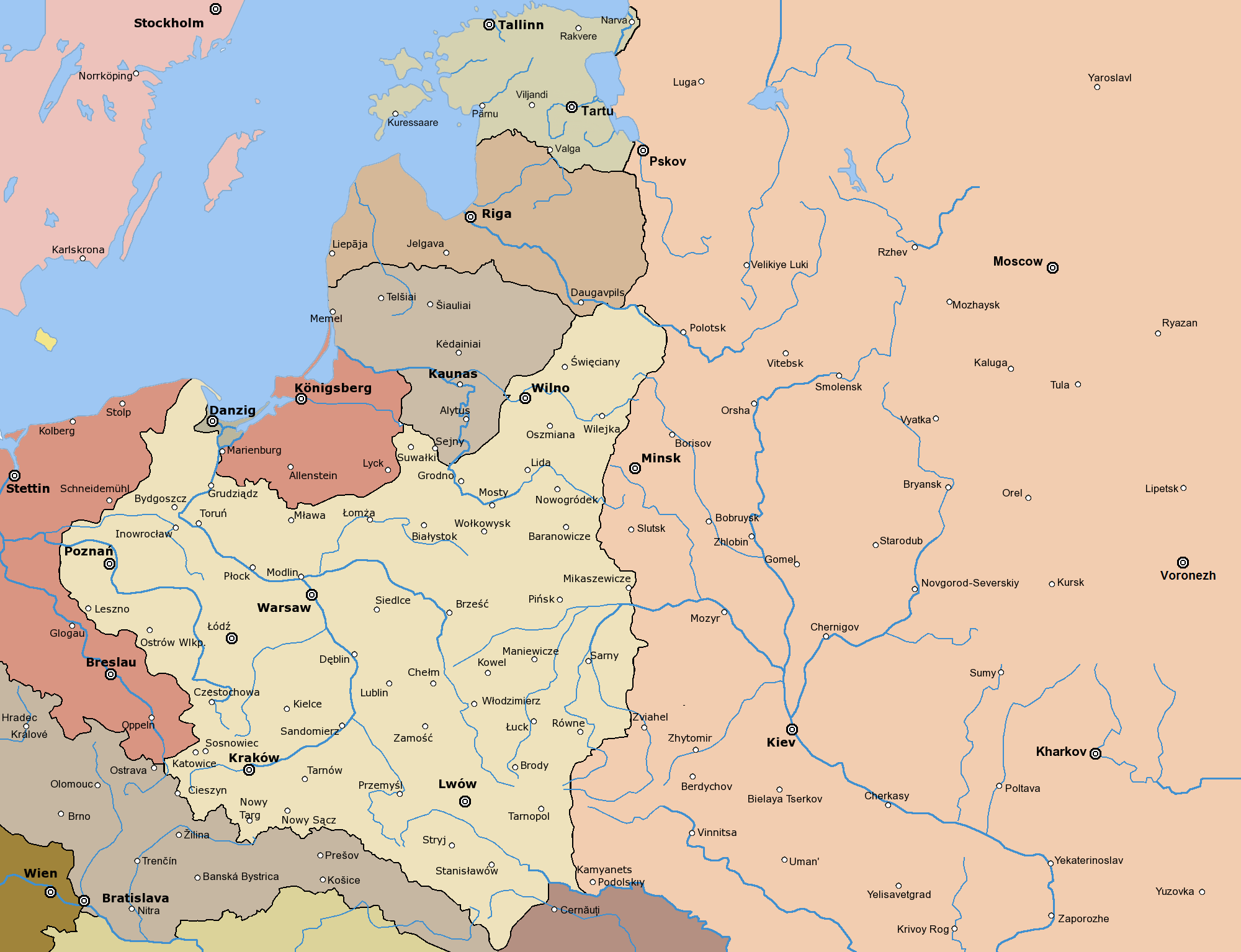
Границы Польши и РСФСР по итогам Советско-польской войны

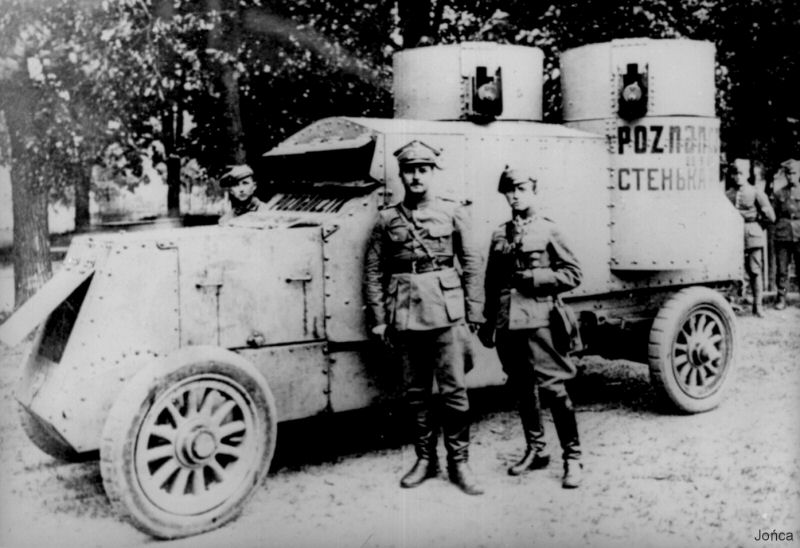
Захваченный поляками красноармейский Остин-Путиловец, называвшийся «Стенька Разин»

25 апреля 1920 года польская армия, снаряжённая на средства Франции, вторглась в пределы Советской Украины и 6 мая захватила Киев. Глава польского государства Ю. Пилсудский вынашивал план создания конфедеративного государства «от моря до моря», которое включало бы территории Польши, Украины, Белоруссии, Литвы.
14 мая началось успешное контрнаступление войск Западного фронта (командующий М. Н. Тухачевский), 26 мая — Юго-Западного (командующий А. И. Егоров). В середине июля они подошли к этническим границам Польши.
Политбюро ЦК РКП(б) поставило перед командованием Красной Армии новую стратегическую задачу: с боями войти на территорию Польши, взять её столицу и создать условия для провозглашения в стране Советской власти. Троцкий же обращал внимание на усталость войск и растянутые тылы, а также уже начавшие поступать от поляков предложения мира. Кроме того, наступление планировалось по расходящимся направлениям: наступление на Варшаву вверялось Западному фронту, а на Львов — Юго-Западному, возглавляемому Александром Егоровым.

По заявлениям большевистских вождей, в целом это была попытка продвинуть «красный штык» вглубь Европы и тем самым «расшевелить западноевропейский пролетариат», подтолкнуть его на поддержку мировой революции.
Мы решили использовать наши военные силы, чтобы помочь советизации Польши. Отсюда вытекала и дальнейшая общая политика. Мы сформулировали это не в официальной резолюции, записанной в протоколе ЦК и представляющей собой закон для партии до нового съезда. Но между собой мы говорили, что мы должны штыками прощупать, не созрела ли социальная революция пролетариата в Польше.
Попытка эта закончилась катастрофой. Войска Западного фронта в августе 1920 года были наголову разбиты под Варшавой (т. н. «Чудо на Висле») и откатились назад. В ходе сражения из пяти армий Западного фронта уцелела только третья, которая успела отступить. Остальные армии были уничтожены: Четвёртая армия и часть 15-й бежали в Восточную Пруссию и были интернированы, Мозырская группа, 15-я, 16-я армии были окружены или разбиты. В плен попало, по разным оценкам, от 120 до 200 тысяч красноармейцев, по большей части пленённых в ходе сражения под Варшавой, и ещё 40 тысяч бойцов находились в Восточной Пруссии в лагерях интернированных. Это поражение Красной армии является наиболее катастрофичным в истории Гражданской войны. Согласно российским источникам, в дальнейшем около 80 тысяч красноармейцев из общего числа попавших в польский плен погибли от голода, болезней, пыток, издевательств и казней. Достоверно известно о количестве вернувшихся военнопленных — 75 699 человек и о количестве красноармейцев, умерших в польских лагерях от эпидемий, голода и тяжёлых условий содержания — 16-20 тысяч человек. В оценках общей численности военнопленных российская и польские стороны расходятся — от 85 до 157 тыс. человек.
Переговоры о передаче части захваченного имущества армии Врангеля не привели к каким-нибудь результатам из-за отказа руководства Белого движения признать независимость Польши. В октябре стороны заключили перемирие, а в марте 1921 года — мирный договор. По его условиям к Польше отходила значительная часть земель на западе Украины и Белоруссии с населением 10 млн человек.
Ни одна из сторон в ходе войны не достигла поставленных целей: Белоруссия и Украина были разделены между Польшей и республиками, в 1922 году вошедшими в Советский Союз. Территория Литвы была поделена между Польшей и независимым Литовским государством. РСФСР со своей стороны признала независимость Польши и легитимность правительства Пилсудского, временно отказалась от планов «мировой революции» и ликвидации Версальской системы. Несмотря на подписание мирного договора, отношения между двумя странами оставались напряжёнными на протяжении последующих двадцати лет, что в конечном счёте привело к участию СССР в разделе Польши в 1939 году.

### Крым

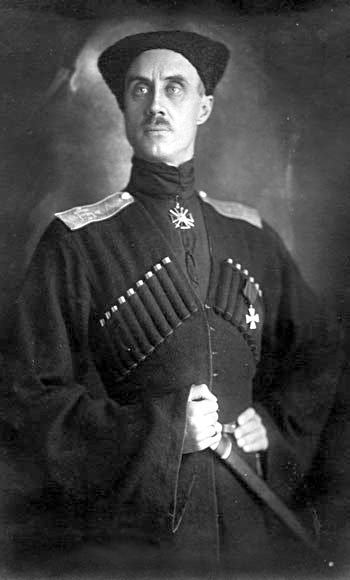
Генерал барон П. Н. Врангель

Эвакуировавшиеся из Новороссийска в Крым части ВСЮР возглавил барон П. Н. Врангель. С помощью суровых мер воздействия, в том числе и публичных казней деморализованных офицеров, генерал превратил разрозненные деникинские дивизии в довольно дисциплинированную и боеспособную армию.
После начала советско-польской войны Русская армия в июне заняла Северную Таврию, разгромила там красный конный корпус, создавала на правом берегу Днепра плацдарм для соединения с польской армией, но вынуждена была отступить. Также высаженный в августе на Кубань десант был вскоре разбит красными.
После заключения советско-польского перемирия 28 октября части Южного фронта красных под командованием М. В. Фрунзе перешли в контрнаступление. Основная часть армии Врангеля к 3 ноября отошла в Крым, избежав окружения. Красные, сосредоточив около 190 тысяч бойцов против 41 тысячи штыков и сабель у Врангеля, 7 ноября начали наступление на Крым. 11 ноября Фрунзе написал обращение к генералу Врангелю, которое было передано радиостанцией фронта и в котором всем отказавшимся от борьбы против Советской России гарантировалось прощение. После того как текст радиотелеграммы был доложен Врангелю, он приказал закрыть все радиостанции, кроме одной, обслуживавшейся офицерами, чтобы не допустить ознакомления войск с обращением Фрунзе. Ответа послано не было.
Несмотря на значительное превосходство в живой силе и вооружении, красные войска несколько дней не могли сломить оборону защитников Крыма, и только 11 ноября, когда части повстанческой армии махновцев под командованием С. Каретника форсировали Сиваш и разбили под Карповой Балкой конный корпус Барбовича, оборона белых была прорвана. Красная армия ворвалась в Крым. Началась эвакуация белой армии и сочувствующих белогвардейцам в оккупированный Антантой Константинополь. В течение трёх дней на 126 судов были погружены войска, семьи офицеров, часть гражданского населения крымских портов — Севастополя, Ялты, Феодосии и Керчи. Общее количество эмигрантов составило 150 тысяч человек.

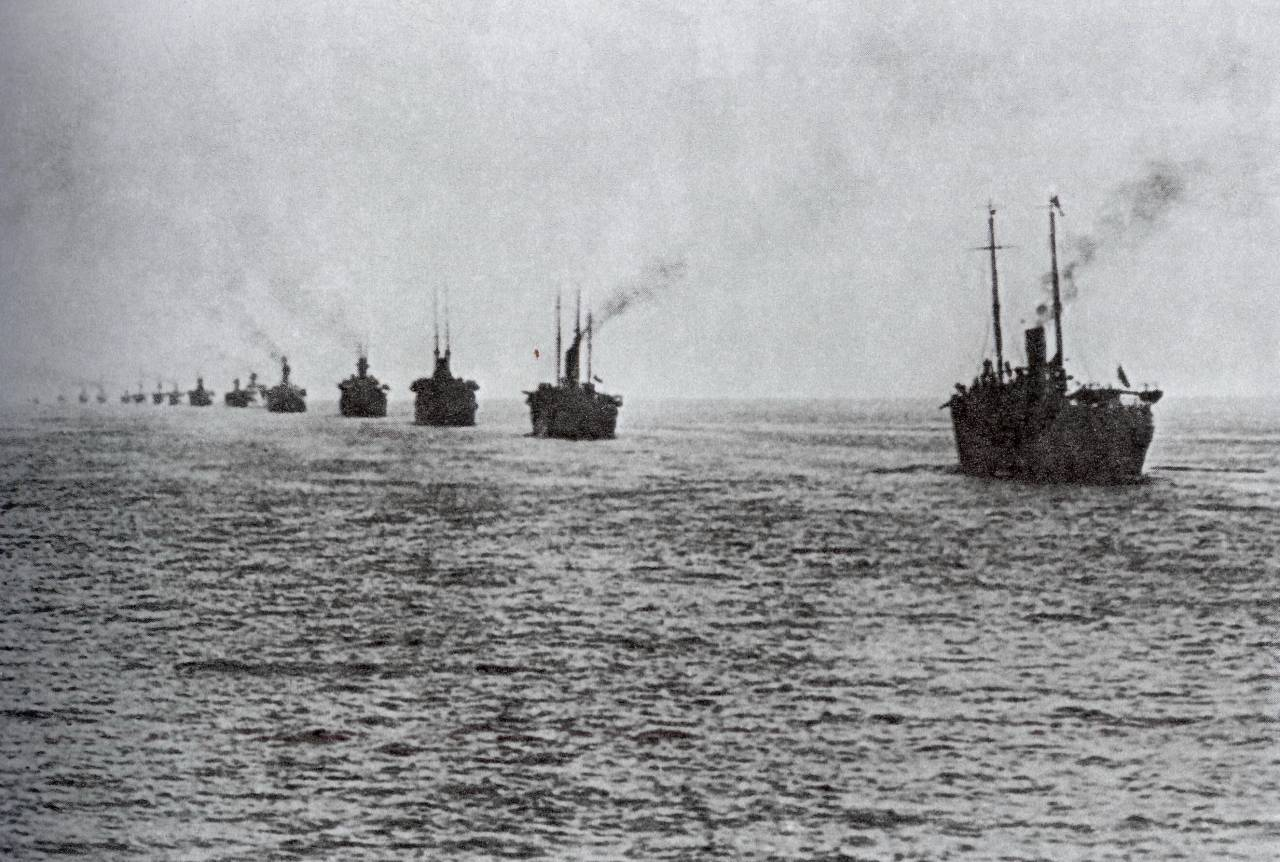
Эвакуация Белой армии из Крыма, ноябрь 1920

Отсутствие ответа на предложение об амнистии позволило впоследствии советской стороне утверждать, что предложение об амнистии формально было аннулировано. По оценкам некоторых историков, с ноября 1920 по март 1921 года в Крыму было расстреляно от 60 до 120 тысяч человек, по официальным советским данным — от 52 до 56 тысяч.
21 ноября 1920 флот был реорганизован в Русскую эскадру, состоящую из четырёх отрядов. Её командующим был назначен контр-адмирал Кедров. 1 декабря 1920 Совет Министров Франции согласился направить Русскую эскадру в город Бизерта в Тунисе. Армия сохранялась в эмиграции как боевая единица численностью около 50 тыс. бойцов в расчёте на новый Кубанский поход вплоть до 1 сентября 1924 года, когда она была преобразована в Русский общевоинский союз (РОВС), после чего борьба «белых» и «красных» приняла иные формы (борьба спецслужб: РОВС против ОГПУ, НТС против КГБ на территории Европы и СССР).

### Забайкалье
На основании указа Колчака Г. М. Семёнов 16 января 1920 года объявил в Чите о создании Правительства Российской Восточной окраины. Однако в результате восстания во Владивостоке 31 января 1920 года с образованием правительства Приморской областной земской управы под властью Семёнова так и осталась только территория Забайкалья. В феврале 1920 года остатки частей В. О. Каппеля под командованием С. Н. Войцеховского соединились с казаками Семёнова, была сформирована Дальневосточная армия.
Опасаясь активизации находившихся в регионе японцев, большевики в начале 1920 года приостановили движение своих войск на восток. Была провозглашена «буферная» Дальневосточная республика, полностью подконтрольная Москве. С апреля по октябрь 1920 года семёновцы вели упорные бои с Народно-революционной армией ДВР. К осени 1920 года благодаря дипломатическим усилиям японские войска были выведены из Забайкалья. 22 октября 1920 года красные взяли Читу, остатки войск Семёнова отступили в Маньчжурию. Сам атаман, бросив войска бежал из города на аэроплане.

## Антисоветские восстания в тылу у красных

Продразвёрстка

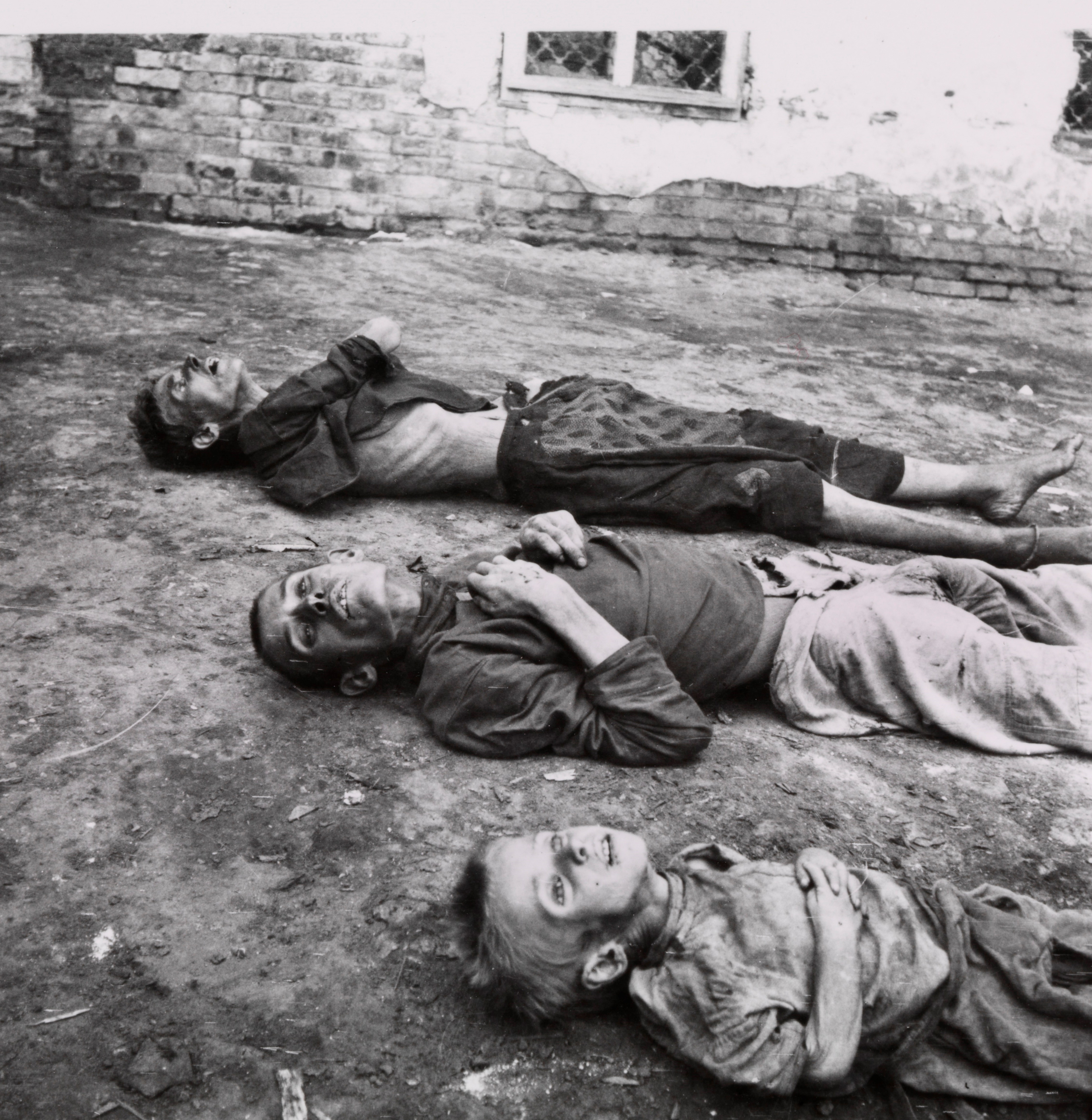
Голод в России 1921—1922 годов

К началу 1921 года крестьянские восстания, не прекращавшиеся с 1918 года, переросли в настоящие крестьянские войны, чему способствовала демобилизация Красной армии, в результате которой из армии пришли миллионы мужчин, знакомых с военным делом. Эти войны охватили Тамбовщину, Украину, Дон, Кубань, Поволжье и Сибирь. Крестьяне требовали изменения аграрной политики, ликвидации диктата РКП(б), созыва Учредительного собрания на основе всеобщего равного избирательного права. На подавление этих выступлений были брошены регулярные части Красной армии с артиллерией, бронетехникой и авиацией.
Недовольство перебросилось и на пролетариат. В феврале 1921 года в Петрограде начались забастовки и митинги протеста рабочих с политическими и экономическими требованиями. Петроградский комитет РКП(б) квалифицировал волнения на заводах и фабриках города как мятеж и ввёл в городе военное положение, арестовав рабочих активистов. Но заволновался Кронштадт.
1 марта 1921 года моряки и красноармейцы военной крепости Кронштадт (гарнизон 26 тысяч человек) под лозунгом «За Советы без коммунистов!» вынесли резолюцию о поддержке рабочих Петрограда и потребовали освобождения из заключения всех представителей социалистических партий, проведения перевыборов Советов и, как следует из лозунга, исключения из них всех коммунистов, предоставления свободы слова, собраний и союзов всем партиям, обеспечения свободы торговли, разрешения кустарного производства собственным трудом, разрешения крестьянам свободно пользоваться своей землёй и распоряжаться продуктами своего хозяйства, то есть ликвидации хлебной монополии. Убедившись в невозможности договориться с матросами, власти стали готовиться к подавлению восстания.
5 марта была восстановлена 7-я армия под командованием Михаила Тухачевского, которому предписывалось «в кратчайший срок подавить восстание в Кронштадте». 7 марта 1921 войска начали обстреливать Кронштадт. Руководитель восстания С. Петриченко позднее писал: «Стоя по пояс в крови трудящихся, кровавый фельдмаршал Троцкий первый открыл огонь по революционному Кронштадту, восставшему против владычества коммунистов для восстановления подлинной власти Советов».
8 марта 1921 года в день открытия Х съезда РКП(б) части Красной армии пошли на штурм Кронштадта. Но штурм был отбит, понеся большие потери, карательные войска отступили на исходные рубежи. Разделяя требования восставших, многие красноармейцы и армейские подразделения отказывались участвовать в подавлении восстания. Начались массовые расстрелы. Для второго штурма к Кронштадту стягивались самые верные части, в бой бросили даже делегатов партийного съезда. В ночь на 16 марта после интенсивного артиллерийского обстрела крепости начался новый штурм. Благодаря тактике расстрела отступающих заградительными отрядами и преимуществу в силах и средствах, войска Тухачевского ворвались в крепость, начались ожесточённые уличные бои, и только к утру 18 марта сопротивление кронштадтцев было сломлено. Большая часть защитников крепости погибла в бою, другая — ушла в Финляндию (8 тысяч), остальные сдались (из них расстреляно по приговорам ревтрибуналов — 2103 человека).
Вскоре была введена «Новая экономическая политика», что в значительной степени удовлетворило основную часть населения страны, то есть мелкое крестьянство.

## Финские «братские войны»
Финские «братские войны» — собирательное описание различных вооружённых конфликтов на территории, заселённых финно-угорскими народами. Во время Гражданской войны в Финляндии Советская Россия поддерживала красных финнов в их борьбе с белыми финнами. После того, как белые финны одержали победу над красными финнами, то в Финляндии задумались о помощи другим финно-угорским народам добиться независимости.
В 1921 году началось восстание в Российской Карелии.

## Боевые действия в Закавказье и Средней Азии в 1920—1921 годах

### Закавказье
В апреле 1920 года была установлена Советская власть в Азербайджане, в ноябре — в Армении. В мае прошла Энзелийская операция по захвату белогвардейского Каспийского флота. До 1921 года Советская Россия и Советский Азербайджан поддерживали Персидскую Красную армию Гилянской ССР.
26 февраля 1921 года был заключён Советско-иранский договор о дружбе, а в марте — «Договор о дружбе и братстве» между Советской Россией и кемалистским правительством Турции. Тогда же Советская власть установилась в Грузии.

### Средняя Азия
В апреле 1920 года советские войска Туркестанского фронта нанесли поражение белым в Семиречье, а в сентябре 1920 года Советская власть установилась в Бухаре.
Борьба с басмачеством, как часть Среднеазиатского театра военных действий Гражданской войны в России, продолжалась до 1926 года. После подавления движения басмачей, 4 июня 1926 года Туркестанский фронт, последний «фронт» Красной армии во время Гражданской войны, был преобразован в Среднеазиатский военный округ. К осени 1926 года басмачество было в основном разбито по всей Средней Азии.

## Последние очаги сопротивления на Дальнем Востоке и на Украине

Эвакуация из Владивостока казачьей группы генерала Глебова на кораблях Сибирской флотилии, октябрь 1922 г. Из коллекции Г. М. Блинова

26 мая 1921 в результате переворота власть во Владивостоке снова перешла к белым. Однако Меркуловы, опасаясь Семёнова, как своего конкурента, имевшего самую боеспособную армию в Приморье, начали с ним конфликт. В результате чего Семёнов ушёл в Маньчжурию, а приморское правительство потеряло время, что позволило большевикам стянуть силы на Дальний Восток и не дать русским войскам развить успех.
В декабре 1921 года Белоповстанческой армии на два месяца удалось овладеть Хабаровском. Однако отсутствие резервов и недостаток оружия привели в начале 1922 года Белоповстанческую армию к военным поражениям, что повлекло за собой отставку правительства братьев Меркуловых. Ему на смену пришло правительство во главе с М. К. Дитерихсом.
4−25 октября 1922 была осуществлена Приморская операция — последняя крупная операция Гражданской войны. По её итогу части Народно-революционной армии ДВР вошли во Владивосток, а остатки белогвардейских войск М. К. Дитерихса эвакуировались. Тогда же регион покинули японцы. 10 ноября 1922 года красные заняли Петропавловск-Камчатский. 15 ноября 1922 года самораспустившаяся Дальневосточная республика вошла в состав РСФСР в качестве Дальневосточной области. Но лишь 10 апреля 1923 года была занята Гижига, где обосновался белогвардейский отряд В. Бочкарёва, через три дня остатки бочкарёвцев были разбиты вблизи реки Наяхан.
Начавшийся 30 августа 1922 года Якутский поход Пепеляева, имевший за собой цель захвата Сибири, продлился до марта 1923 года, после чего пепеляевцы отступили к Охотскому морю. Осада Сасыл-Сысыы (14 февраля — 3 марта 1923) стала последним крупным сражением Гражданской войны. В начале июня 1923 был ликвидирован отряд Ракитина в Охотске, а 19 июня Пепеляев сдался без сопротивления.
Дольше всего в новообразованном СССР большевикам сопротивлялись партизаны Холодного Яра во главе с атаманом Черноусовым действовавшим вплоть до 1925 года, пока последние отряды подполья не были разгромлены в ходе ряда спецопераций ОГПУ.

## Причины победы большевиков в Гражданской войне

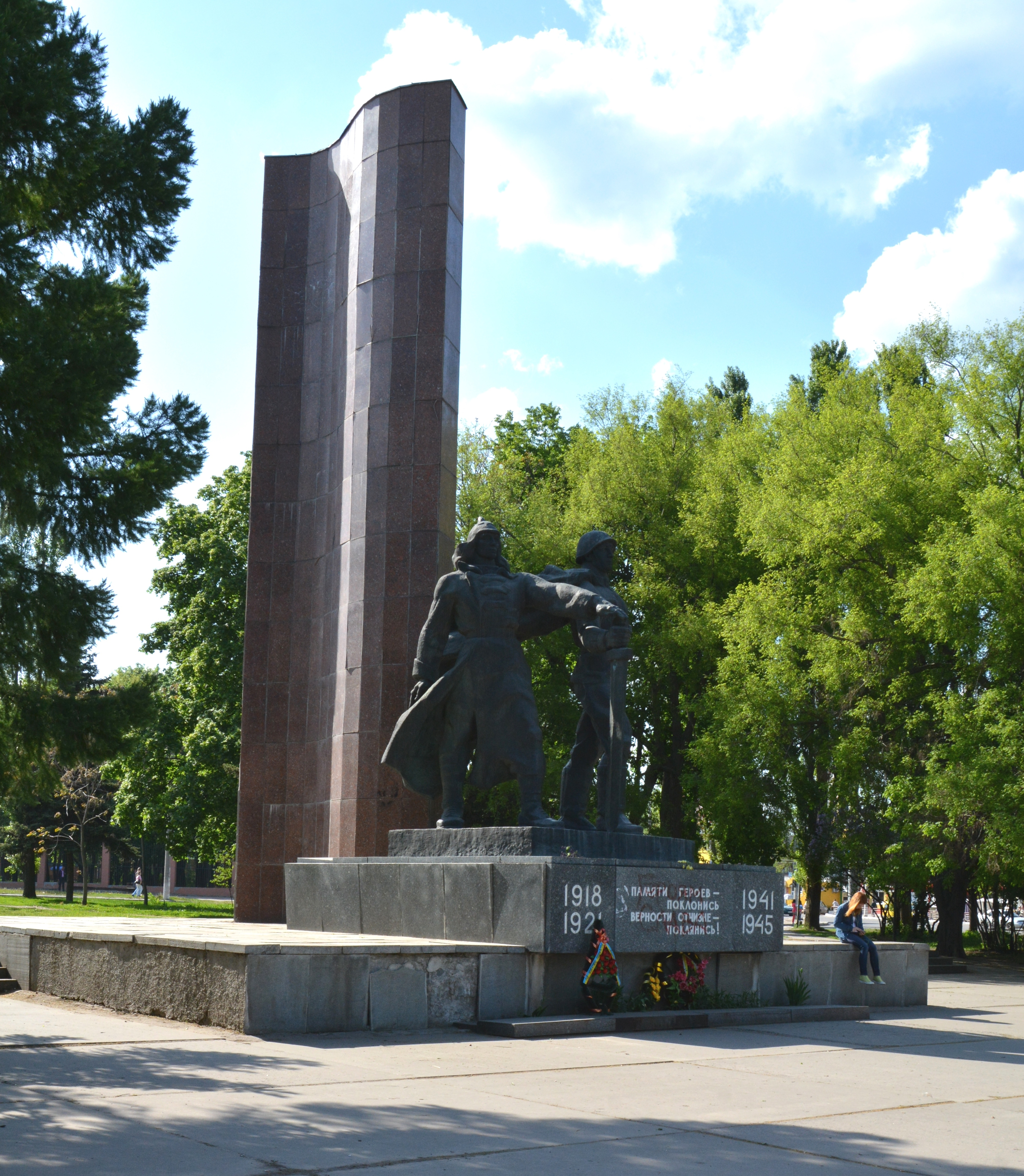
Памятник в Кропивницком

Причины поражения антибольшевистских сил в Гражданской войне обсуждались историками многие десятилетия. В целом очевидно, что главной причиной стала политическая и географическая разрозненность и разобщённость белых и неспособность руководителей белого движения объединить под своими знамёнами всех недовольных большевизмом. Современный военный историк Н. Д. Карпов приводит в качестве одной из главных причин поражения Белого движения его политическую слабость. Предводители белых до самого конца войны так и не смогли сформулировать и донести до сознания масс хотя бы основные свои цели. Кроме того, политическая работа как с войсками, так и с населением, когда она вообще велась в белой армии, лежала, в качестве дополнительной нагрузки, на офицерах, совершенно не подготовленных к такой работе. Тогда как в Красной Армии эти функции лежали исключительно на членах большевистской партии, имевших специальную подготовку и опиравшихся на мощный пропагандистский аппарат. Н. Д. Карпов приводит такое мнение американского писателя А. Р. Вильямса — «Первый Совет Народных Комиссаров, если основываться на количестве книг, написанных его членами, и языков, которыми они владеют, по своей культуре и образованности был выше любого кабинета министров в мире».
Руководителям Белого движения, даже самого высокого ранга, как правило, имевшим только военное образование, нечего было противопоставить большевикам с политической точки зрения. Отсутствие политических ориентиров среди лидеров Белого движения приводило к непоследовательности в действиях и развитию весьма оригинальных взглядов на смысл и содержание политической борьбы в России.
Во время Гражданской войны одной из острейших проблем воюющих армий было массовое дезертирство.
| Дезертирство в РККА в 1919 году | Дезертирство в РККА в 1919 году | Дезертирство в РККА в 1919 году | Дезертирство в РККА в 1919 году | Дезертирство в РККА в 1919 году | Дезертирство в РККА в 1919 году | Дезертирство в РККА в 1919 году | Дезертирство в РККА в 1919 году | Дезертирство в РККА в 1919 году | Дезертирство в РККА в 1919 году | Дезертирство в РККА в 1919 году | Дезертирство в РККА в 1919 году |
| Февраль                         | Март                            | Апрель                          | Май                             | Июнь                            | Июль                            | Август                          | Сентябрь                        | Октябрь                         | Ноябрь                          | Декабрь                         | Всего                           |
| ------------------------------- | ------------------------------- | ------------------------------- | ------------------------------- | ------------------------------- | ------------------------------- | ------------------------------- | ------------------------------- | ------------------------------- | ------------------------------- | ------------------------------- | ------------------------------- |
| 26 115                          | 54 696                          | 28 236                          | 78 876                          | 146 453                         | 270 737                         | 299 839                         | 228 850                         | 263 671                         | 172 831                         | 172 831                         | 1 761 105                       |

Фактически, осенью 1919 года из Красной армии дезертировало солдат в несколько раз больше, чем вообще служило в белогвардейских армиях. В период с июня 1919 по июнь 1920 дезертировало до 2,6 млн человек, а только на Украине было выявлено до 500 тыс. дезертиров. Такая же проблема массового дезертирства вставала и перед белыми, как только они пытались провести мобилизацию на «освобождённых» территориях. Так, армия Деникина в период наибольших успехов контролировала территории с населением около 40 млн человек, но увеличить свою численность так и не смогла. В результате белые вынуждены были набирать рекрутов даже из числа пленных красноармейцев. Но такие части не только разлагались быстрее других, но, зачастую, переходили на сторону красных в полном составе.
Наличие «зелёных» и «чёрных» шаек и движений, которые, возникнув в тылу у белых, отвлекали значительные силы с фронта и разоряли население, приводило, в глазах населения, к стиранию разницы между пребыванием под красными или белыми, и в целом деморализовывало белые армии. Деникинское правительство не успело полностью осуществить разработанную им земельную реформу, в основу которой должно было лечь укрепление мелких и средних хозяйств за счёт казённых и помещичьих земель. Действовал временный колчаковский закон, предписывающий, до Учредительного Собрания, сохранение земли за теми владельцами, в чьих руках она фактически находилась. Насильственный захват прежними владельцами своих земель резко пресекался. Тем не менее, подобные инциденты всё же происходили, что в совокупности с неизбежными в любой войне грабежами в прифронтовой зоне давало пищу пропаганде красных и отталкивало крестьянство от лагеря белых.
Союзники белых из числа стран Антанты также не имели единой цели и, несмотря на интервенцию в некоторых портовых городах, не предоставляли белым достаточного количества военного имущества для ведения успешных военных операций, не говоря уже о какой-нибудь серьёзной поддержке силами своих войск.

### Точка зрения красных

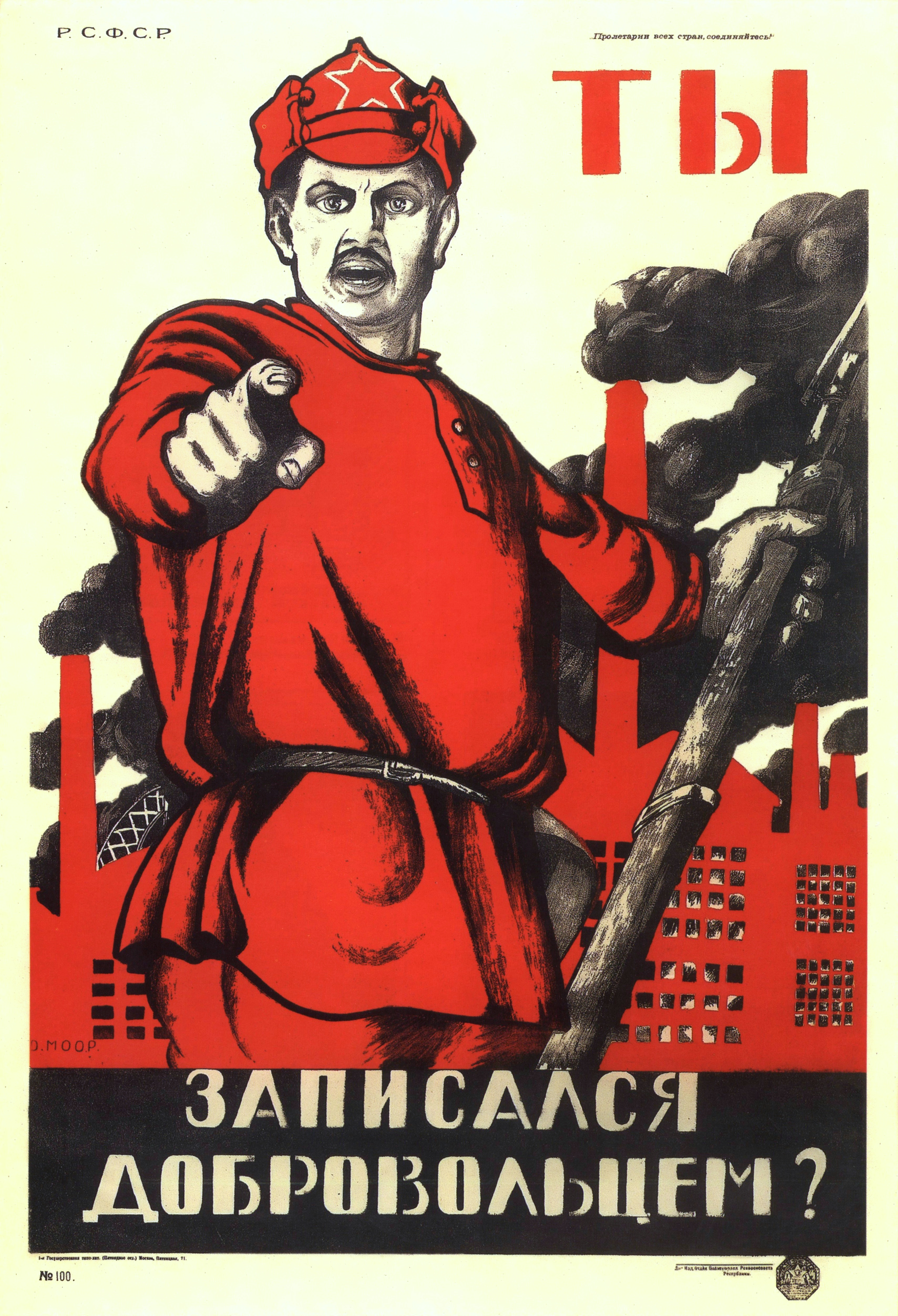
«Ты записался добровольцем?» (художник Дмитрий Моор, 1920) — один из самых знаменитых плакатов Гражданской войны

Важнейшим условием побед Красной армии большевики считали единый центр руководства военными действиями в виде Совета обороны, а также активную политическую работу, проводившуюся Реввоенсоветами фронтов, округов и армий и военными комиссарами частей и подразделений. В наиболее тяжёлые периоды в армии находилась половина всего состава партии большевиков, куда направлялись кадры после партийных, комсомольских и профсоюзных мобилизаций («райком закрыт, все ушли на фронт»). Такую же активную деятельность большевики вели в своём тылу, мобилизуя усилия на восстановление промышленного производства, на заготовку продовольствия и топлива, на налаживание работы транспорта.

Кроме этого большевики использовали на самых ответственных должностях опытных военных специалистов старого режима, которые сыграли большую роль в строительстве Красной армии и достижении ею побед.
Возможно, что одним из самых решающих моментов, привёдших к победе большевиков в Гражданской войне, явилось именно широкое участие в Гражданской войне на стороне большевиков, причём не просто «использование на самых ответственных должностях», и вполне сознательное участие, а не по принуждению, прекрасно образованных и одарённых бывших офицеров царской армии, что было вызвано их патриотическими настроениями в условиях, когда на стороне антибольшевистских сил широким фронтом выступили представители многих иностранных государств.
В советской историографии главной причиной поражения белых считалось наличие у красных более широкой социальной базы, поскольку белые состояли из антинародных и контрреволюционных элементов, существовавших за счёт паразитирования на рабочих и крестьянах, которые, не желая реставрации дофевральской России, встали под знамёна большевиков. Большевики сумели в полной мере мобилизовать свою социальную базу. Только в Москве и Подмосковье были сформированы более 125 рабочих и интернациональных боевых частей и соединений, включая 6 пехотных дивизий, 7 пехотных бригад, кавалерийскую дивизию, 11 артиллерийских дивизионов, 3 бронепоезда, авиационные и другие отряды. Большую помощь, по мнению большевистских идеологов, Красной армии оказали большевистское подполье, партизанские отряды, действовавшие в тылу белых.
Крестьяне в особенности опасались помещичьей реставрации. Также в советской историографии большее значение придаётся революции 1905—1907 годов, поскольку многие социальные группы, которые подверглись в то время репрессиям со стороны царского режима, встали на сторону большевиков, то Гражданская война для этих групп являлась продолжением многолетней борьбы с царизмом, национальным и социальным угнетением со стороны власть имущих классов царской России.
Как и белые, основное условие побед большевиков В. И. Ленин видел в том, что на всём протяжении Гражданской войны «международный империализм» не смог организовать общий поход всех своих сил против Советской России, и на каждом отдельном этапе борьбы выступала только часть их. Они были достаточно сильны, чтобы создавать смертельные угрозы для Советского государства, но всегда оказывались слишком слабыми, чтобы довести борьбу до победного конца. Большевики получали возможность сосредоточивать на решающих участках превосходящие силы Красной армии и этим добивались победы.
Большевики также использовали острый революционный кризис, охвативший после окончания Первой мировой войны почти все капиталистические страны Европы, и противоречия между ведущими державами Антанты. «В продолжение трёх лет на территории России были армии английская, французская, японская. Нет сомнения, — писал В. И. Ленин, — что самого ничтожного напряжения сил этих трёх держав было бы вполне достаточно, чтобы в несколько месяцев, если не несколько недель, одержать победу над нами. И если нам удалось удержать это нападение, то лишь разложением во французских войсках, начавшимся брожением у англичан и японцев. Вот этой разницей империалистических интересов мы пользовались всё время». Победу Красной Армии облегчила революционная борьба международного пролетариата против вооружённой интервенции и экономической блокады Советской России, как внутри своих стран в виде забастовок и саботажа, так и в рядах Красной Армии, где сражались десятки тысяч венгров, чехов, поляков, сербов, китайцев и др.
Признание большевиками независимости прибалтийских государств исключило возможность их участия в интервенции Антанты в 1919 г.
С точки зрения большевиков их главным врагом была помещичье-буржуазная контрреволюция, которая при прямой поддержке Антанты и США использовала колебания мелкобуржуазных слоёв населения, в массе своей крестьянских. Колебания всей массы крестьянства страны были крайне опасными для обеих сторон, так как многочисленные «зелёные», «партизаны» и просто банды в тылу как белых, так и красных войск по своей общей численности нередко превосходили их и отвлекали на себя значительные силы. «В последнем счёте именно эти колебания крестьянства, как главного представителя мелкобуржуазной массы трудящихся, решали судьбу Советской власти и власти Колчака-Деникина», — отмечал В. И. Ленин.
Большевистская идеология считала историческое значение Гражданской войны в том, что её практические уроки заставили крестьянство преодолеть колебания и привели его к военно-политическому союзу с рабочим классом. Это, по мнению большевиков, упрочило тыл Советского государства и создало предпосылки для формирования массовой регулярной Красной армии, которая, являясь по своему основному составу крестьянской, стала орудием диктатуры пролетариата.

### Точка зрения белых
Публицисты и историки, сочувствующие белым, называют следующие причины поражения белого дела:
1. Красные контролировали густонаселённые центральные регионы. На этих территориях было больше людей, чем на территориях, подконтрольных белым.
2. Регионы, которые стали поддерживать белых (например, Дон и Кубань), как правило, перед этим более других пострадали от красного террора.
3. Неискушённость белых вождей в политике и дипломатии.
4. Конфликты белых с национал-сепаратистскими правительствами из-за лозунга о «Единой и неделимой». Поэтому белым неоднократно приходилось воевать на два фронта.

Многие лидеры Белого движения считали основными причинами своего поражения крайнюю малочисленность своих армий по сравнению с красными армиями, наличие на территории, подконтрольной красным, огромной материально-ресурсной базы, конфликты белых с национальными окраинами, недостаточную помощь интервентов Антанты и, самое главное — отсутствие поддержки белых у большинства населения.
Многие значимые представители Белого движения (командующий Кубанской армией генерал А. Г. Шкуро, герой обороны Крыма генерал Я. А. Слащёв, бывший епископ армии и флота при штабе Врангеля Вениамин (Федченков)) высказывались о слабости, несовершенстве идеологии Белого движения.

## Роль иностранной интервенции в Гражданской войне
За зиму 1918—1919 годов было поставлено сотни тысяч винтовок (250—400 тыс. Колчаку и до 380 тыс. Деникину), танки, грузовики (ок. 1 тыс.), броневики и самолёты, боеприпасы и обмундирование для нескольких сотен тысяч человек. После отказа от плана оккупации юга России к весне 1919 года Англия, Франция и США в основном переориентировались с непосредственного военного присутствия на экономическую помощь правительствам Колчака и Деникина. Консулу США во Владивостоке Колдуэллу сообщалось: «Правительство официально приняло на себя обязательство помогать Колчаку снаряжением и продовольствием…» США передают Колчаку кредиты, выданные и неиспользованные Временным правительством на сумму 262 миллиона долларов, а также оружие на сумму 110 миллионов долларов. В первой половине 1919 года Колчак получает из США более 250 тысяч винтовок, тысячи орудий и пулемётов. Красный Крест поставляет 300 тысяч комплектов белья и другое имущество. 20 мая 1919 года Колчаку отправлено из Владивостока 640 вагонов и 11 паровозов, 10 июня — 240 000 пар сапог, 26 июня — 12 паровозов с запасными частями, 3 июля — двести орудий со снарядами, 18 июля — 18 паровозов и т. д. Это только отдельные факты.
Одновременно с этим Антанта ставила перед белыми правительствами вопрос о необходимости компенсации за эту помощь, в частности, в виде пшеницы. Генерал Деникин заключает, что «это была уже не помощь, а просто товарообмен и торговля».
После заключения Версальского мира (1919), оформившего поражение Германии в войне, помощь западных союзников Белому движению, видевших в нём прежде всего борцов с правительством большевиков, постепенно прекращается. Так, британский премьер-министр Ллойд Джордж, вскоре после неудавшейся попытки усадить белых и красных за стол переговоров на Принцевых островах, высказывался о несоответствии белого лозунга о «Единой России» политике Великобритании.
Предложение от французского генерала Жанена и всего дипломатического корпуса о взятии золотого запаса России под международную опеку, охране и транспортировке во Владивосток адмирал Колчак А. В. воспринял как заламывание непомерной цены за обещанную помощь. Александр Васильевич категорически отверг их предложение: «Я вам не верю. Золото скорее оставлю большевикам, чем передам союзникам». По мнению историка Зырянова, эти слова стоили Александру Васильевичу жизни: с этого момента иностранные представители утратили к нему всякий интерес.
По словам Деникина, в «финальный, крымский период борьбы» ощутимую помощь от Франции получала лишь Польша, боровшаяся за независимость от Советской России.
В течение весны-лета 1920 года большая часть интервентов покинула территорию РСФСР. На Дальнем Востоке японские интервенты продержались до 25 октября 1922 года. Последними освобождёнными от интервентов районами СССР стали остров Врангеля (20 августа 1924) и Северный Сахалин (15 мая 1925).

## Военное искусство в Гражданской войне

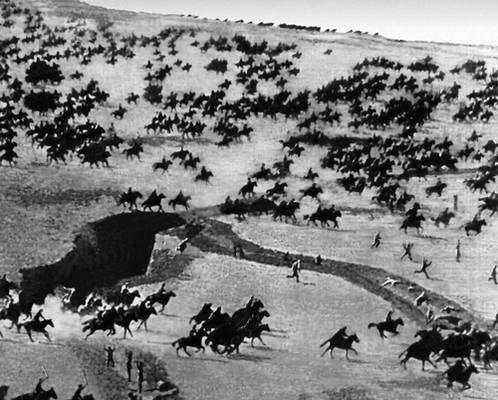
Красная конница в атаке. 1919 год

Главной особенностью Гражданской войны были сравнительно малочисленные армии (и у красных, и у белых), занимавшие громадные фронты. Плотность фронта была очень небольшой. Так, на пехотную дивизию красных, насчитывавшую в своём составе 5—6 тысяч штыков, приходилось до 50 и даже 100 километров фронта.
Это, а также моральная неустойчивость в войсках обеих сторон, которая влекла за собой открытие иногда целых направлений для противника или широкие откаты назад, сравнительно слабая обученность личного состава обеих сторон (менее действенный огонь, меньшая напряжённость боёв), восстания в тылу, которые облегчали или затрудняли ведение операций, возможность получения впереди не только продовольствия, но и боеприпасов, так как оружие у обоих противников было почти одинаковое, слабая провозоспособность железных дорог на обеих сторонах (ограниченность и даже невозможность железнодорожного манёвра обороняющихся) открывало большие оперативные возможности для наступления, обеспечивало больший размах операций, чем в Первую мировую войну. Было возможным беспрерывное наступление в продолжение нескольких месяцев.
В годы Гражданской войны и у белых и красных в отдельных операциях кавалерия составляла до 50 % численности пехоты. Основным способом действий подразделений, частей и соединений кавалерии являлось наступление в конном строю (конная атака), поддерживавшееся мощным огнём пулемётов с тачанок. Особой популярностью тачанки пользовались у махновцев. Последние использовали тачанки не только в бою, но и для перевозки пехоты. При этом общая скорость движения отряда соответствовала скорости идущей на рысях кавалерии. Таким образом отряды Махно легко проходили до 100 километров в день несколько дней подряд. Так, после успешного прорыва под Перегоновкой в сентябре 1919 года крупные силы Махно за 11 дней прошли более 600 км от Умани до Гуляй-Поля захватив врасплох тыловые гарнизоны белых.
Когда условия местности и упорное сопротивление противника ограничивали действия кавалерии в конном строю, она вела бой в спешенных боевых порядках. Военное командование противоборствующих сторон в годы Гражданской войны сумело успешно решить вопросы использования крупных масс кавалерии для выполнения оперативных задач. Создание первых в мире подвижных объединений — конных армий явилось выдающимся достижением военного искусства. Конные армии были основным средством стратегического манёвра и развития успеха, применялись массированно на решающих направлениях против тех сил противника, которые на данном этапе представляли наибольшую опасность.
Успеху боевых действий кавалерии в годы Гражданской войны способствовали обширность театров военных действий, растянутость вражеских армий на широких фронтах, наличие слабо прикрытых или совсем не занятых войсками промежутков, которые использовались кавалерийскими соединениями для выхода на фланги противника и совершения глубоких рейдов в его тыл. В этих условиях кавалерия могла полностью реализовать свои боевые свойства и возможности — подвижность, внезапность ударов, быстроту и решительность действий.
В Гражданскую войну широко применялись бронепоезда. Это было вызвано её спецификой, такой, как фактическое отсутствие чётких линий фронтов, и острая борьба за железные дороги, как основное средство для быстрой переброски войск, боеприпасов, хлеба, из-за чего в начальный период возникло понятие эшелонной войны. Часть бронепоездов были унаследованы РККА от царской армии, в то время как было развёрнуто серийное производство новых. Кроме того, вплоть до 1919 года сохранялось массовое изготовление «суррогатных» бронепоездов, собираемых из подручных материалов из обычных пассажирских вагонов в отсутствие всяких чертежей; такой «бронепоезд» мог быть собран буквально за сутки.
Кроме того, высокоманёвренный характер боевых действий, опора на внутренние водоёмы в качестве коммуникаций, а также наличие материальной части, оставшейся после Первой мировой войны, вызвало появление в годы Гражданской войны новой тактической формы ведения боевых действий: активного использования морской авиации речного базирования против сухопутных войск противника (см. Воздушная бригада Волжско-Каспийской военной флотилии).
Авиация в сравнении с первой мировой войной использовалась всеми воюющими сторонами незначительно и большей частью в целях разведки. Бомбовые удары носили эпизодический характер. За все годы гражданской войны известны лишь 169 воздушных боёв, в которых сбито 9 «красных» самолётов, а у их противников — 3 «белых» и 2 английских интервентов.

## Последствия Гражданской войны

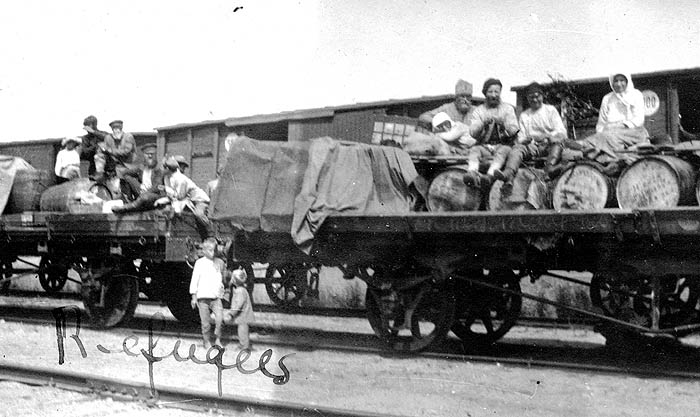
Беженцы

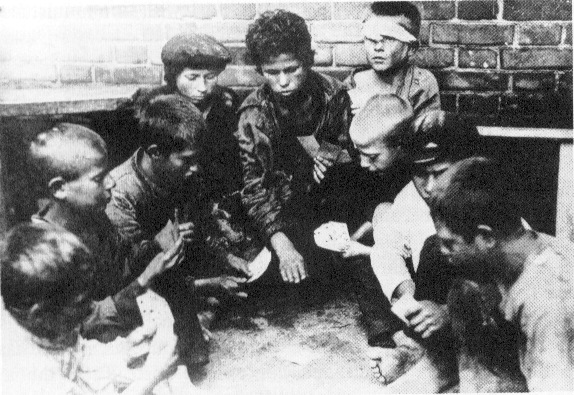
Бездомные дети («беспризорники») в период Гражданской войны

Безвозвратные потери РККА составили за 1918—1922 года 939 755 человек. Потери антисоветских вооружённых формирований примерно равны потерям советских войск. До 2 миллионов человек эмигрировали из страны.
Общие потери армий воюющих сторон составили менее 2 миллионов человек или 1,4 % от всего населения страны к началу 1918 года. Относительные боевые потери участников Гражданской войны в России были меньшими, чем потери участников революционных войн во Франции (свыше 2 % от всего населения) или Гражданской войны в США (1,96 % населения страны). Общие масштабы потерь во время революционных событий 1917—1921 годов сопоставимы с масштабами потерь во время Великой французской революции 1789—1799 годов и Гражданской войны в США.
Санитарные потери были гораздо выше. Только сыпным тифом переболело 30 миллионов человек, из которых 3 миллиона — умерли.
Резко увеличилось число беспризорных детей после Первой мировой войны и Гражданской войны. По одним данным, в 1921 году в России насчитывалось 4,5 миллиона беспризорников, по другим — в 1922 году было 7 миллионов беспризорников.
По мнению известного историка-русиста Ричарда Пайпса, гражданская война явилась самым разорительным бедствием в истории России со времён монгольского нашествия. Взаимное негодование и страх толкали людей на совершение чудовищных зверств. В боях, от холода, голода и инфекционных заболеваний погибли миллионы людей. Пайпс отмечает, что Ленин не только предвидел, что гражданская война начнется сразу же после того, как большевики возьмут власть, — он захватил власть с тем, чтобы развязать гражданскую войну. Пайпс отмечает, что Ленин клеймил позором социалистов-пацифистов, призывавших окончить боевые действия. «Настоящие революционеры» не хотели мира: «Это обывательский, поповский лозунг. Пролетарский лозунг должен быть: гражданская война». «Гражданская война есть выражение революции… Думать, что революция возможна без гражданской войны, это все равно, что думать о возможности „мирной“ революции», — писали Н.Бухарин и Е.Преображенский в изданной массовым тиражом «Азбуке коммунизма». Троцкий выразился ещё более откровенно: «Советская власть — это организованная гражданская война». Из этих высказываний ясно видно, что братоубийственная трагедия не была навязана вождям пролетариата ни внутренней, ни внешней «буржуазией»: она являлась ядром их политической программы.

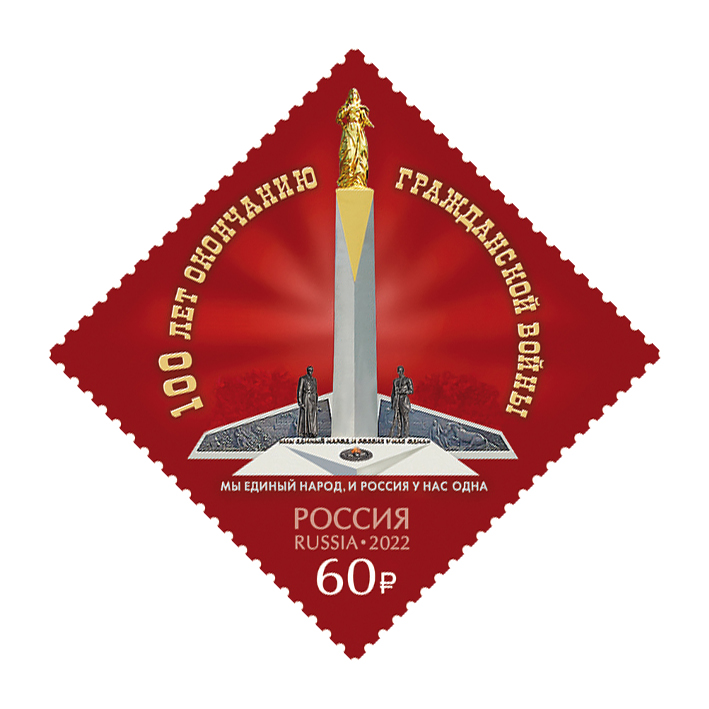
Почтовая марка. 100 лет окончанию Гражданской войны в России

## Память
- 6 ноября 1997 года Президент РФ Б. Ельцин подписал Указ «О возведении памятника россиянам, погибшим в годы Гражданской войны»[124].
- В 2021 году в Севастополе, на побережье Карантинной бухты, напротив Херсонеса Таврического и Свято-Владимирского собора, в честь 100-летия окончания Гражданской войны и в память о погибших в ней открыт монумент, ставший первым подобным масштабным мемориалом[125].

## Гражданская война в России в произведениях искусства

### Фильмы
- Красные дьяволята (Иван Перестиани, 1923)
- Бухта Смерти (Абрам Роом, 1926)
- «П. К. П.» (Аксель Лундин, Георгий Стабовой, 1926)
- Трипольская трагедия (Александра Анощенко-Анода, 1926)
- Сорок первый (Яков Протазанов, 1927)
- Замаллу (Шагалинский мост) (Иван Перестиани, 1928)
- Арсенал (Александр Довженко, 1928)
- Потомок Чингисхана (Всеволод Пудовкин, 1928)
- Тихий Дон (Ольга Преображенская, Иван Правов, 1930)
- Чапаев (Георгий Васильев, Сергей Васильев, 1934)
- Тринадцать (Михаил Ромм, 1936)
- Мы из Кронштадта (Ефим Дзиган, 1936)
- Волочаевские дни (братья Васильевы, 1937)
- Дума про казака Голоту (Игорь Савченко, 1937)
- Рыцарь без доспехов (Жак Фейдер, 1937)
- Балтийцы (Александр Файнциммер, 1938)
- Год девятнадцатый (Илья Трауберг, 1938)
- Ленин в 1918 году (Михаил Ромм, 1939)
- Щорс (Александр Довженко, 1939)
- Первая Конная (Прорыв Польского фронта в 1920 году) (Ефим Дзиган, Георгий Березко, 1941)
- Котовский (Александр Файнциммер, 1942)
- Оборона Царицына (братья Васильевы, 1942)
- Александр Пархоменко (Леонид Луков, 1942)
- Как закалялась сталь (Марк Донской, 1942)
- Незабываемый 1919 год (Михаил Чиаурели, 1951)
- Любовь Яровая (Ян Фрид, 1953)
- Крушение эмирата (Владимир Басов, Латиф Файзиев 1955)
- Павел Корчагин (Александр Алов, Владимир Наумов, 1956)
- Сорок первый (Григорий Чухрай, 1956)
- Огненные вёрсты (Самсон Самсонов, 1957)
- Хождение по мукам (Григорий Рошаль, 1957−1959)
- Ветер (Александр Алов, Владимир Наумов, 1958)
- Олеко Дундич (Леонид Луков, 1958)
- Кочубей (Юрий Озеров, 1958)
- Тихий Дон (Сергей Герасимов, 1958)
- Нахалёнок (Евгений Карелов, 1961)
- Оптимистическая трагедия (Самсон Самсонов, 1963)
- Донская повесть (Владимир Фетин, 1964)
- Армия «Трясогузки» (Александр Лейманис, 1964)
- Двадцать шесть комиссаров (Аждар Ибрагимов, 1965)
- Доктор Живаго (Дэвид Лин, 1965).
- Неуловимые мстители (Эдмонд Кеосаян, 1966)
- Новые приключения неуловимых (Эдмонд Кеосаян, 1967)
- Комиссар (Александр Аскольдов, 1967)
- Железный поток (Ефим Дзиган, 1967)
- В огне брода нет (Глеб Панфилов, 1967)
- Пароль не нужен (Борис Григорьев, 1967)
- Интервенция (Геннадий Полока, 1968)
- Виринея (Владимир Фетин, 1968)
- Армия «Трясогузки» снова в бою (Александр Лейманис, 1968)
- Служили два товарища (Евгений Карелов, 1968)
- Шестое июля (Михаил Шатров, 1968)
- Адъютант его превосходительства (Евгений Ташков, 1969)
- Сердце Бонивура (Марк Орлов, 1969)
- Гори, гори, моя звезда (Александр Митта, 1969)
- Белое солнце пустыни (Владимир Мотыль, 1970)
- Любовь Яровая (Владимир Фетин, 1970)
- Бег (Александр Алов, Владимир Наумов, 1970)
- Николай и Александра (Франклин Шеффнер, 1971)
- Бумбараш (Николай Рашеев, Аркадий Народицкий, 1971)
- Даурия (фильм) (Виктор Трегубович, 1971)
- Кочующий фронт (Барас Халзанов, 1972)
- Кортик (Николай Калинин, 1973)
- Свой среди чужих, чужой среди своих (Никита Михалков, 1974)
- Вечный зов (телесериал) (Владимир Краснопольский, 1973—1983)
- Как закалялась сталь (Николай Мащенко, 1975)
- Дни Турбиных (Владимир Басов, 1976)
- По волчьему следу (Валериу Гажиу, 1977)
- Хождение по мукам (Василий Ордынский, 1977)
- Первая Конная (Владимир Любомудров, 1984)
- Несрочная весна (Владимир Толкачиков, 1989)
- Цареубийца (К.Шахназаров, 1991)
- Тихий Дон (Сергей Бондарчук, 1992—2006)
- Чекист (А. В. Рогожкин, 1992)
- Конь белый (Гелий Рябов, 1993)
- На чёрных лядах (Валерий Пономарёв, 1995)
- Романовы. Венценосная семья (Г. А. Панфилов, 2000)
- Доктор Живаго (Джакомо Кампиотти, 2002)
- Гибель Империи (Владимир Хотиненко, 2005)
- Девять жизней Нестора Махно (Николай Каптан, 2006)
- Доктор Живаго (Александр Прошкин, 2006)
- Адмиралъ (Владимир Валуцкий, 2008)
- Господа офицеры: Спасти императора (Олег Фомин, 2008)
- Исаев (Сергей Урсуляк, 2009)
- Жила-была одна баба (Андрей Смирнов, 2011)
- Белая гвардия (Сергей Снежкин, 2012)
- Страсти по Чапаю (Сергей Щербин, 2013)
- Роль (Константин Лопушанский, 2013)
- Солнечный удар (Н. С. Михалков, 2014)
- Господа-товарищи (Василий Сериков, 2014)
- Тихий Дон (Сергей Урсуляк, 2015)
- Контрибуция (Сергей Снежкин, 2016)
- Хождение по мукам (Константин Худяков, 2017)
- Крылья Империи (Игорь Копылов, 2017)
- Крылья Империи (Игорь Копылов, 2017)
- Круты 1918 (Алексей Шапарев, 2019)
- Чёрный ворон (Тарас Ткаченко, 2019)

### Художественная литература
- Бабель И. «Конармия (сборник рассказов)», 1926
- Бляхин П. «Красные дьяволята» («Охота за голубой лисицей»), повесть, 1921
- Вагнер Н. «Багряное солнце», 1969
- Валентинов А. «Флегетон», 2001
- Вересаев В. «В тупике», 1923
- Булгаков М. «Белая гвардия», 1924
- Бунин И. «Окаянные дни», 1926
- Лавренёв Б. «Сорок первый» (повесть), 1924
- Гайдар А. «В дни поражений и побед», 1925
- Гайдар А. Р. В. С., 1925
- Гайдар А. «Школа», 1930
- Гайдар А. «Бумбараш (Талисман)», 1936—1937
- Газданов Г. «Вечер у Клэр», 1929
- Горький М. «Рассказ о необыкновенном», 1924
- Григорьев Н. Ф. «Бронепоезд Гандзя» (повесть), 1939
- Джерхарди У. «Тщета», 1922
- Джерхарди У. «Полиглоты», 1925
- Есенин С. «Страна негодяев», 1922—1925
- Иванов А. «Вечный зов» (роман), 1971—1976
- Иванов А. «Тени исчезают в полдень», (роман), 1963
- Куприн А. И. «Купол святого Исаакия Далматского», 1928
- Мамонтов С. «Походы и кони», 1981
- Нагишкин Дм. «Сердце Бонивура (роман)», 1944−1953
- Островский Н. «Как закалялась сталь», 1934
- Пастернак Б. «Доктор Живаго», 1945−1955
- Рейснер Л. «Фронт», 1924
- Ремизов А. «Взвихрённая Русь», 1927
- Седых К. «Даурия (роман)», 1948
- Седых К. «Отчий край», 1957
- Сельвинский И. «Улялаевщина», 1927
- Серафимович А. «Железный поток (повесть)», 1924
- Серж В. «Завоеванный город», 1932
- Солженицын А. «Красное колесо», 1993
- Толстой А. «Похождения Невзорова, или Ибикус», 1924
- Толстой А. «Хождение по мукам (трилогия)», 1922−1941
- Туркул А. В. «Дроздовцы в огне», 1947
- Фадеев А. «Разгром», 1927
- Фурманов Д. «Чапаев», 1923
- Черкасов А. и Москвитина П. «Конь рыжий» («Сказания о людях тайги»), 1972
- Шкловский В. «Революция и фронт» (мемуары), 1921
- Шкловский В. «Сентиментальное путешествие» (автобиографическая проза), 1923
- Шмелёв И. «Солнце мёртвых», 1923
- Шолохов М. «Тихий Дон», 1926−1940

### Драматургия
- Дни Турбиных (Михаил Булгаков, 1925)
- Шторм (Владимир Билль-Белоцерковский, 1925)
- Бег (Михаил Булгаков, 1926)
- Любовь Яровая (Константин Тренёв, 1926)
- Холодный Яр (Юрий Горлис-Горский, 1927)
- Бронепоезд 14-69 (Всеволод Иванов, 1927)
- Первая конная (Всеволод Вишневский, 1929)
- Оптимистическая трагедия (Всеволод Вишневский, 1932)
- (Бронепоезд) «Князь Мстислав Удалой» (Прут Иосиф Леонидович, 1932)
- Год девятнадцатый /Член Реввоенсовета/ (Прут И. Л., 1936)

### Живопись
- И. А. Владимиров Большой цикл документальных зарисовок событий 1917—1918 годов
- Кузьма Петров-Водкин «1918 год в Петрограде» (1920), «Смерть комиссара» (1928)
- Исаак Бродский «Расстрел 26 бакинских комиссаров» (1925)
- Иван Владимиров «Взятие будённовцами Мелитополя» (1925), «Бегство буржуазии из Новороссийска» (1926), «Захват танков под Каховкой» (1927), «Ликвидация Врангельского фронта» (1932), «Захват германского автомобиля», «Бывшие», «Царские чиновники на принудительных работах» и пр.
- Александр Дейнека «Оборона Петрограда» (1928), «Наёмник интервентов» (1931)
- Александр Климко «Бой под Крутами» (1931)
- Кукрыниксы «Утро офицера царской армии» (1938).

### Комментарии
1. 1 2 3  В ходе Февральской революции бои с революционерами вёл отряд полковника Кутепова.
2. 1 2 3  Отряд И. Н. Соловьёва вёл вооружённую борьбу до мая 1924 года.

### Историографические исследования
- Smele, Jonathan. The «Russian» Civil Wars, 1916—1926: Ten Years That Shook the World. (англ.) — Oxford: Oxford University Press, 2016. — 423 p.
- Белое движение в Гражданской войне: 90 лет изучения. Введение в историографию Белого движения. Коллект. монография. — М.: Изд-во СГУ, 2008.
- Бухлак Н. В. Вооружённые формирования на территории Сибири в период Гражданской войны и военной интервенции: историография и источниковедение проблемы. Монография. — М.: МГОУ, 2007.
- Воронов В. Н., Салов А. В. Белое движение в Гражданской войне на Юге России (ноябрь 1917—1920 гг.): историография и источниковедение проблемы. Монография. — М.: ПИЮ, 2007.
- Голдин В. И. Россия в Гражданской войне: очерки новейшей историографии (вторая половина 1980-х — 90-е годы). — Архангельск: Боргес, 2000.
- Гришанин П. И. «Падения» и «взлёты» Белого движения в отечественной историографии. — Пятигорск: ПГЛУ, 2008.
- Здоров А. А. Гражданская война: потери населения. Опыт сравнительного анализа. // Свободная мысль-XXI, 1999, № 10, С. 115—122. Переиздание в книге Здоров А. А. Государственный капитализм и модернизация Советского союза: Марксистский анализ советского общества — 2-е изд., испр. и доп. — М.: URSS: КомКнига, (М.: ЛЕНАЛАНД), 2006.
- Кумок В. Н. Мелитопольская пресса при Врангеле // Мелитопольский краеведческий журнал, № 7, 2016, с. 62-69.
- Зарождение и развитие советской военной историографии. — М.: Наука, 1966.
- Найда С. Ф., Наумов В. П. Советская историография гражданской войны и иностранной военной интервенции в СССР. — М.: Издательство Московского университета, 1966. (недоступная ссылка)
- Ушаков А. И. История гражданской войны в исследовательской и мемуарной литературе русского зарубежья 1920—30-х гг. Автореф. дис. ... канд. ист. наук. — Ярославль, 1992. (недоступная ссылка)